# Club athlétique Brive Corrèze Limousin
Ne doit pas être confondu avec la section féminine du Club athlétique Brive Corrèze Limousin.
Pour les articles homonymes, voir Club athlétique Brive et CAB.
Maillots
Actualités
| \| Brive-la-Gaillarde \| Localisation de la ville de Brive-la-Gaillarde |
| Brive-la-Gaillarde                                                      |

Le Club athlétique Brive Corrèze Limousin est la section rugby à XV fondée en 1910 du Club athlétique briviste, club omnisports français, basé à Brive-la-Gaillarde en Corrèze.
Son équipe première évolue en Pro D2 en 2024-2025.
Son président est Thierry Blandinières, l'équipe étant entraînée par Pierre-Henry Broncan ainsi que par Arnaud Méla, David Darricarrère, Joe Worsley, Goderzi Shvelidze et Saïd Hirèche.
Le CA Brive est un club historique du rugby français. Il a été présent dans l'élite du rugby français quasiment sans interruption depuis 1930, à l'exception de courts passages à l'étage inférieur, dont le dernier en 2018-2019. Il remporte la coupe d’Europe en 1997 et est finaliste de cette épreuve l'année suivante. Il participe à quatre finales de Championnat, sans jamais toutefois conquérir le Bouclier de Brennus. Le CA Brive remporte son seul titre national majeur avec le challenge Yves du Manoir en 1996.
Depuis 1921, le CA Brive évolue au stadium de Brive, rebaptisé en 2004 stade Amédée-Domenech en l'honneur de l'un de ses plus illustres joueurs, pilier international dans les années 1950-1960.

## Histoire

### La fondation du CAB

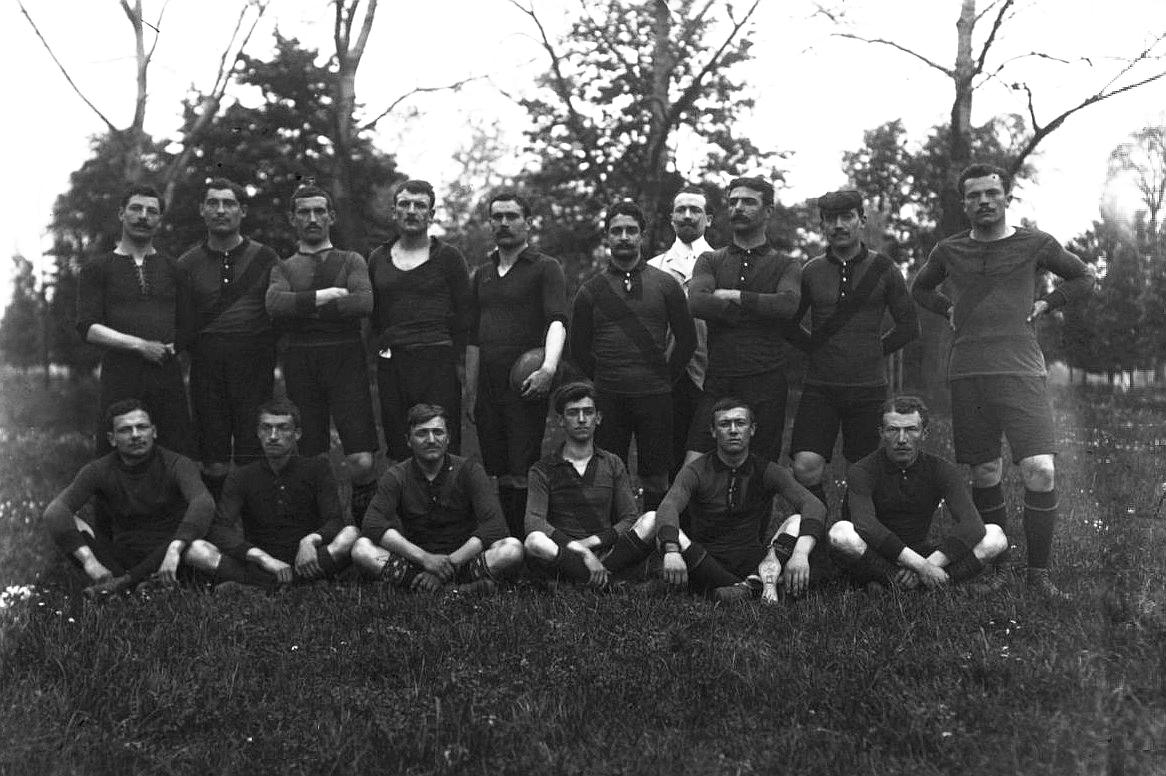
Le 126e Régiment d’Infanterie de Brive, en mai 1908.

Si le rugby est introduit en France en 1872, au sein du Havre Athletic Club, il faut attendre 1903 pour retrouver ses premières traces à Brive. Cette année-là est créé le tout premier club de la cité gaillarde, l’Union Sportive Briviste, qui se mettra en sommeil quelques mois plus tard. Puis, au cours de la saison 1905-1906, un Périgourdin du nom de Roldes va mettre sur pied le Football Club Briviste. Mais c’est en 1907 que le rugby va vraiment prendre son envol à Brive. En août de la même année, à la suite de la crise de la viticulture dans le Languedoc, le 126e Régiment d’Infanterie, est muté de Toulouse à Brive. Cette unité compte des rugbymen de talent dans ses bagages, qui vont venir renforcer de manière considérable le Football Club Briviste. Peu de temps, après, un second club voit le jour à Brive. Il s’agit du Stade Gaillard. La rivalité entre les deux clubs brivistes va battre son plein jusqu’au 15 mars 1910, date à laquelle est conclu un accord de fusion des deux clubs, donnant naissance au Club athlétique briviste.

### Les débuts (1910-1939)
Le nouveau club dispute ses premiers matches au Stades des Bordes, l’ancien stade du Football Club Briviste. Très rapidement, le club conquiert une notoriété régionale, puisque de 1911 à 1913, il est champion du Limousin de 1re série. Au niveau national, après une demi-finale de 2e série perdue face à l’AS Perpignan, le CAB accède la 1re série nationale en 1911. Le 2 mars 1911, le Club athlétique briviste dispute son premier match international contre les Gallois du Pennarth Football Club de Cardiff, qu’il perd 9 à 3. En 1919, le CAB quitte le stade des Bordes pour le stade de Lascamps, anciennement occupé par le Stade Gaillard avant 1910.

#### Qualifications pour les phases finales du championnat de France
Dans l’entre-deux guerres, le club est plusieurs fois de champion du Limousin et dispute trois phases finales du championnat de France, en 1920 et 1921 et 1922 mais est éliminé dès le premier tour. À partir de la saison 1921-1922, le CAB est pensionnaire du nouveau stadium, inauguré le 25 septembre 1921, à l'occasion d'une rencontre opposant le CA Brive au Stade français.
En 1923 et 1924, le club n’est pas qualifié puis descend en honneur pour la saison 1925.

#### Ascenseur entre la première et la deuxième division
Entre 1925 et 1930, le club oscille entre l'Honneur (2e division) en 1925 et 1929 et l'Excellence (l’élite) entre 1926 et 1928.

#### Remontée en première division
En 1930, 12 clubs parmi les plus prestigieux sont exclus du championnat de France et forment l’UFRA (Union française de rugby amateur) qui organise son propre tournoi et trois autres clubs, UA Libourne, CS Pamiers (pourtant qualifié l’année précédente pour la seconde phase, les poules de 3) et Saint-Girons SC, disparaissent de ce championnat
Ce sont donc 15 nouveaux clubs qui retrouvent ou apparaissent en championnat Excellence dont Brive qui retrouve ainsi sa place dans l'élite du rugby français.
Brive parvient dès lors à réaliser de bons résultats dans l'élite.
Pour son retour en première division en 1931, Brive est éliminé au premier tour, devancé par le SC Albi, le Boucau Stade et le Lyon OU dans sa poule.
L'année suivante, alors que le Championnat est toujours privé de ses 12 clubs dissidents, Brive se qualifie pour la seconde phase avec les 24 meilleurs clubs français.
Brive échoue ensuite à atteindre les quarts de finale, devancé par le Lyon OU et Béziers dans les poules de 3.
La saison 1933 est marquée par la réintégration des clubs dissidents.
Le Championnat est donc disputé par 54 clubs.
Brive manque la qualification.
En 1934, Brive termine quatrième de sa poule en Championnat mais n'est pas qualifié pour la seconde phase ne qualifiant que les deux premiers de poules soit 12 clubs.
En 1935, Brive assure difficilement son maintien en Championnat, cinquième seulement de sa poule de 7 devant le FC Auch et l'US Dax.
En 1936, sous le capitanat d'André Jalinat, le CAB termine second de sa poule derrière l'Aviron bayonnais. Il dispose ensuite de Béziers 11-3 en huitième de finale et dispute ainsi le premier quart de finale de son histoire en Championnat.
Il est alors éliminé par Perpignan 19-0.
Les années suivantes sont plus difficiles. En 1937, le CAB n'est pas qualifié en Championnat mais se classe 6e sur les 23 clubs engagés en challenge Yves du Manoir pour sa première participation.
En 1938, le CAB termine dernier de sa poule de Championnat et ne doit son maintien qu'à une victoire en match de barrage.
En Challenge, Brive termine huitième de sa poule de douze.
Peu avant la guerre le club est tenté par l'aventure treiziste et joue dans le championnat de France de rugby à XIII avec en son sein Antonin Barbazanges, Maurice Sournies et Marcel Villafranca, au même titre que le R.C. Narbonne et l'A.S. Carcassonne.

### Les années de guerre, puis une première installation au sommet (1943-1955)
À la Libération, à laquelle le Limousin joua un grand rôle dans la Résistance (Brive fut la première ville de France libérée par ses propres moyens), En 1943, Brive atteint les huitièmes de finale du Championnat, éliminé par le SU Agen.
Les deux saisons suivantes sont plus difficiles. En 1944, Brive manque la qualification en championnat.
En 1945, Brive s'il ne sort toujours pas des poules en championnat atteint les quarts de finale de la coupe de France, éliminé par le SU Agen.

#### Le CA Brive renforce son effectif
En 1946, il enregistre deux arrivées de poids : celle de son ailier Élie Pebeyre, de retour à Brive après avoir quitté la Corrèze sous l’occupation pour échapper au STO en Allemagne. Il avait rejoint Fumel avec lequel il avait disputé une demi-finale de Championnat et gagné ses galons d’International. Le pilier international Jean Prin-Clary arrive quant à lui en provenance du Rugby club toulonnais.
Toutefois, le CAB ne se qualifie pas pour la seconde phase du Championnat réservé aux 32 meilleurs clubs et est donc relégué dans le second groupe.

#### Demi-finaliste du championnat 1949
Brive retrouve l'élite en 1947 via une phase de brassage en début de saison.
Non qualifié pour la seconde phase, il se maintient toutefois parmi les quarante clubs de première division.
Non-qualifié à nouveau en 1948, le club de la cité gaillarde s’impose en quart de finale du championnat en 1949, éliminant l’AS Montferrand, avec qui il est déjà en lutte pour la suprématie régionale, le CA Brive va se qualifier pour la première fois de son histoire pour le dernier carré du championnat de France, en disposant de son meilleur ennemi par 8 points à 0, à Limoges.
En demi-finale, les Limousins devront toutefois baisser pavillon devant le Stade montois 8-0.

#### Déclin et descente en deuxième division
Les saisons suivantes vont marquer un déclin du club corrézien, qui arrivera toutefois encore en quart de finale de la coupe de France en 1951 où il sera éliminé par le FC Lourdes, futur vainqueur de l'épreuve.
Le club, au creux de la vague, enchaîne les résultats en dents de scie.
Il manque la qualification en championnat en 1952, 1953 et 1954 avant de redescendre en deuxième division en 1955.
À nouveau invité en Challenge cette même année, Brive termine cinquième de sa poule de sept.

### Le retour en première division (1955-1961)
À la suite de cette relégation, le jeune pilier international Amédée Domenech rejoint Brive.
Le club manque la remontée immédiate et recrute comme entraîneur l'ancien demi de mêlée international François Lombard.

#### Champion de France de deuxième division 1957
Une bonne nouvelle qui va immédiatement remettre en selle un club en plein doute. Le CAB est sacré champion de France de deuxième division face à l’US Bellegarde-Coupy le 26 mai 1957, sur le score de 20-5 après avoir battu plus difficilement les Landais de Saint-Sever en demi-finale.
En 1957, le CA Brive va abandonner temporairement le Stadium, en reconstruction, pour trois saisons, et s’installer au Stade Gaëtan-Devaud, prêté par la SNCF. Sous la férule de l’entraîneur-capitaine Domenech, dit « le Duc », qui brille sous le maillot tricolore, le club corrézien retrouve sa place parmi les plus grands clubs de l’hexagone.

Le CA Brive (rayé) au stade Ernest-Wallon du Stade toulousain, en décembre 1957 battu 25-0.

Pour son retour en première division en 1958, le CAB, battu 3 fois à domicile ne se qualifie pas pour les seizièmes de finale du Championnat.
Le CAB est de nouveau invité en challenge Yves du Manoir mais termine dernier de sa poule.
En 1959, il atteint les seizièmes de finale du Championnat où il est éliminé par Béziers.
En Challenge, Brive termine à nouveau dernier de sa poule.
L'année suivante, il réussit l'exploit de sortir le club de Grenoble, équipe au pack réputé et qui a atteint les quarts de finale les deux saisons précédentes.
Pourtant, les Brivistes bien plus opportunistes s'imposent largement 21-5 avec 2 juniors dans l'équipe.
Brive sera éliminé par Graulhet 9-6 au tour suivant.
En Challenge, Brive termine dernier de son groupe pour la troisième année consécutive.

### Les belles années, 3 finales de Championnat et 2 en Challenge (1961-1976)
En 1961, Brive termine premier de sa poule en Championnat devant notamment le FC Lourdes avec un bilan de 12 victoires et 2 défaites.
Il est toutefois éliminé en quart de finale par le Stade montois.
Par contre, il échoue à se qualifier en Challenge, 3e de sa poule derrière le Stade montois et le FC Lourdes.
En 1962, Brive atteint les huitièmes de finale en Championnat et manque à nouveau la qualification en Challenge, 5e seulement de sa poule de 7.

#### Finaliste du challenge Yves du Manoir 1963

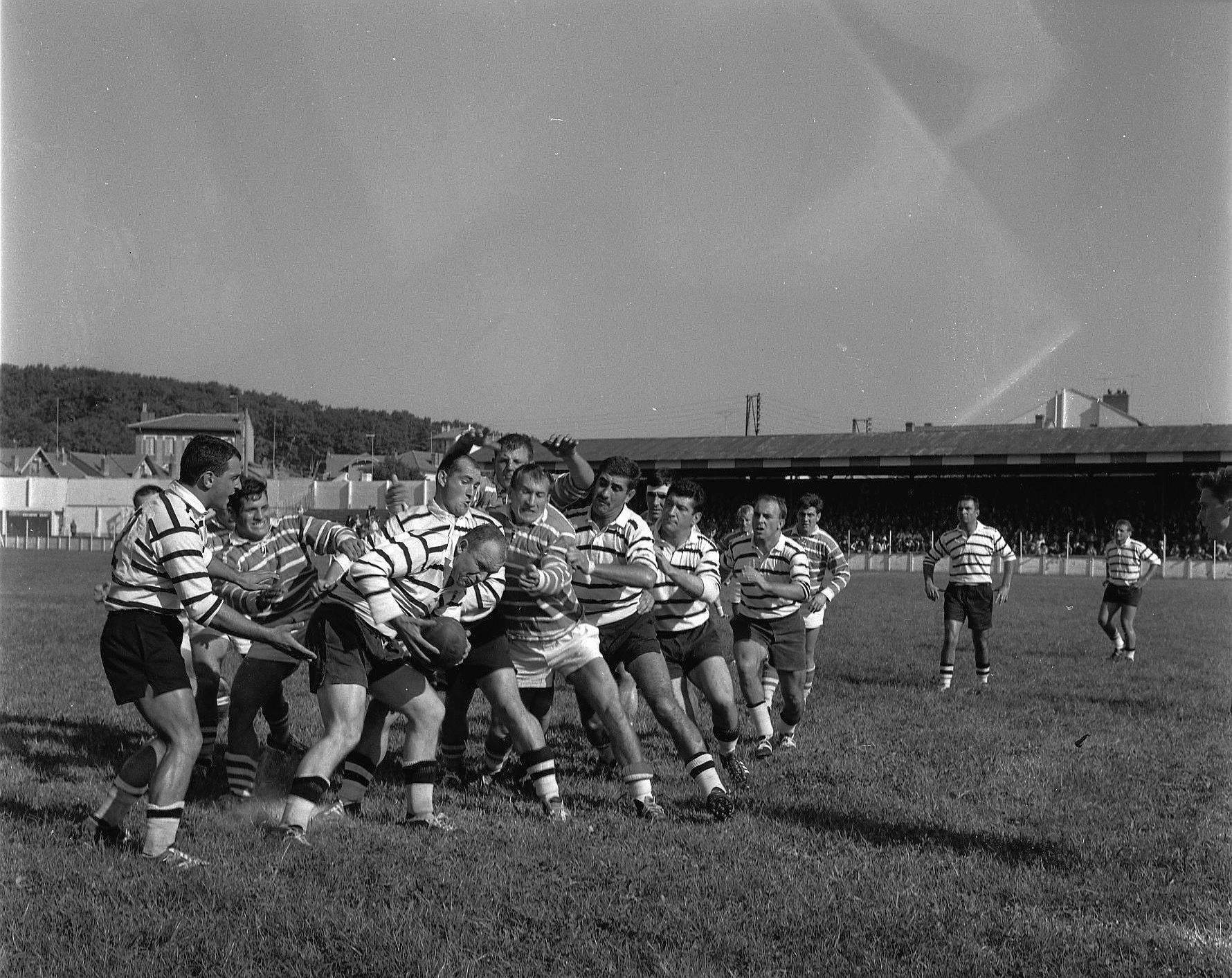
Victoire du CA Brive sur le terrain du T.O.E.C. 6-0 en octobre 1962.

En 1963, éliminé dès les seizièmes de finale du Championnat par le Biarritz olympique, le CAB renforcé par le deuxième ligne Roger Fite qui jouera 13 saisons dans le pack briviste sauve sa saison en atteignant la finale du Challenge, défait 11-0 par le SU Agen.
L'année suivante, Brive termine premier de sa poule et troisième club au niveau national en Championnat mais est éliminé dès les seizièmes de finale par la Section paloise, le futur champion de France. En Challenge, le CAB termine deuxième de son groupe avec 5 victoires et 1 match nul à domicile contre Béziers.
Il se qualifie donc pour la première fois de son histoire pour les phases finales de la compétition.
Après avoir éliminé Agen en quart de finale, Brive retrouve Béziers en demi-finale et est battu 5-3 malgré sa domination en touche et en mêlée.

#### Vice-champion de France 1965
En 1965, avec une redoutable ligne de trois-quarts, surnommée l’attaque ricochet, le CA Brive est pour la première fois de son histoire en finale du Championnat. Les blanc et noir butent à nouveau sur Agen à Lyon 15 à 8 après avoir battu Graulhet, premier club français à l'issue des matchs de poules en quart et le Stade montois en demi-finale à Bordeaux.
La même année en Challenge, Brive après avoir terminé la phase de poule invaincu, est éliminé en demi-finale par l'USA Perpignan de Jo Maso.
Le futur international Pierre Villepreux quitte alors le club pour le Stade toulousain et Roger Bastié met fin à sa carrière de joueur après dix saisons au service de l'équipe première.
En 1966, Brive, après avoir éliminé Lourdes 6-0 en seizième puis Béziers 12-9 en huitième atteint les quarts de finale du Championnat mais échoue à se qualifier en Challenge, troisième de sa poule derrière Narbonne et Tarbes.
En 1967, Brive est le premier club français à l'issue des matchs de poules mais est pourtant éliminé dès les quarts de finale par Montauban 3-0 après avoir éliminé son voisin le SC Tulle 12-8 en seizième puis le RC Toulon 6-3 en huitième de finale.
En Challenge, Brive après avoir pourtant terminé en tête de sa poule est battu par Narbonne dès les quarts de finale 18-0.

#### Double demi-finaliste du championnat 1969 et 1971
Au cours des saisons suivantes, Brive échoue souvent en quarts de finale. Il ne passe ce cap que deux fois en six saisons.
En 1969, il est battu en demi-finale du Championnat par le Stade toulousain.
Les blanc et noir atteignent aussi les demi-finales du Challenge battu de peu par Grenoble 3-6.
En 1970, le CA Brive enregistre l’arrivée de l’international tulliste Michel Yachvili. Roger Bastié devient quant à lui entraîneur de l’équipe.
Brive atteint les quarts de finale du Championnat où il est battu 18-8 par le futur champion de France La Voulte mais échoue à se qualifier en Challenge, juste devancé au nombre d'essais marqués par le Biarritz olympique.
Enfin, en 1971, le CAB atteint les demi-finales du Championnat comme deux ans plus tôt, battu par le Rugby club toulonnais.
En Challenge, à la suite d'un incident lors de la rencontre contre le SU Agen, les deux équipes sont mis hors compétition.

#### Vice-champion de France 1972
En 1972, le CAB termine numéro un national à l’issue des matchs de poules, après avoir gagné ses 14 matches en Championnat en marquant quatre fois plus de 50 points et sept réceptions. Les derniers matchs sont plus accrochés et le CAB sort péniblement vainqueur de son quart de finale contre Dax 13-9 puis de sa demi-finale contre Narbonne 9-7. Il perd ensuite la finale contre le tenant du titre Béziers, à Gerland (9-0).
Cette année là, Brive ne dispute pas le Challenge. La commission de contrôle exclu le club par rapport à des incidents lors de la réception d'Agen la saison précédente.

#### Vainqueur du challenge Bèguère 1973
La saison suivante, Le CAB établit un record en battant l'Olympique de Besançon par 94 à 0. Il est ensuite éliminé par Dax 16-10 en quart de finale du Championnat.
Le club ne sollicite pas son retour en challenge du Manoir cette saison mais remporte le challenge Antoine Béguère 6-4 face au Stade toulousain. Le club effectue durant l'été une tournée d'un mois en Afrique du Sud ponctuée de sept rencontres. Jean-Luc Joinel rejoint Brive la même année.
En fin de saison, le demi-de-mêlée international Marcel Puget quitte le club après onze saisons derrière la mêlée du CAB.

#### Demi-finaliste du championnat 1974
En 1974, Brive termine en tête de sa poule en Championnat malgré une défaite à Lavelanet 10-9 dans un match tendu que l'arbitre, Lucien Barbe est obligé d'arrêter à la 57e minute.
C’est Béziers qui élimine les Corréziens en demi-finales 19-10 après que Brive ait battu largement Saint-Girons en seizième de finale 32-3, Albi en huitième de finale 41-0 puis Perpignan en quart de finale 25-15.

#### Finaliste du challenge Yves du Manoir 1974
Pour son retour en challenge Yves du Manoir, le CAB joue la seconde finale de son histoire, onze ans après sa première. Puis puissant en mêlée, le RC Narbonne inflige une nouvelle défaite en finale à Brive 19-10.

#### Vice-champion de France 1975
Au plus fort de sa grande époque, Brive, renforcé par le futur international Jean-Luc Joinel et qui voit le retour de son demi de mêlée Michel Pebeyre dispute sa troisième finale de Championnat en 1975 après avoir pris sa revanche sur Narbonne en demi-finale 20-13 après prolongation.
Au parc des Princes, le « grand Béziers » remporte un nouveau Bouclier de Brennus sur un score étriqué 13-12.
La même année, l'équipe réserve de Brive devient championne de France pour la première fois de son histoire après une victoire 6-3 contre le Stade bagnérais en finale.

#### Demi-finaliste du championnat 1976
La saison 1975-1976 verra Brive échouer aux portes de la finale du Championnat, une fois de plus face à Béziers qui marque 2 essais en contre alors que Brive avait dominé l'essentiel de la rencontre.
Auparavant, Brive avait éliminé Montferrand en quart de finale‌.
En Challenge, Brive termine second de sa poule derrière Graulhet, club du groupe B puis atteint ensuite les quarts de finale de la compétition où il est battu par Narbonne.

### Les années creuses (1976-1995)
Brive va ensuite connaître la grisaille du championnat avec deux éliminations en huitièmes de finale du championnat en Championnat et du Challenge en 1977, année où Jean-Claude Roques met un terme à sa carrière de joueur après 18 saisons et 373 matchs disputées.
Le CAB n'améliore pas sa progression, battu encore en huitième de finale du championnat en 1978 et même en seizième en 1979 pour la première saison du demi de mêlée emblématique Rodolphe Modin.

#### Demi-finaliste du championnat 1980
Le renouveau intervient en 1980. Qualifié pour les quarts de finale du Championnat, le CAB affronte à ce stade de la compétition son voisin Tulle. Dans un stade Marcel-Michelin de Clermont-Ferrand archi-comble, 15 000 spectateurs vont assister au plus épique face-à-face de l’Ovalie corrézienne. Après être revenu dans la partie alors que tout semblait perdu pour lui, le CAB va faire mordre la poussière aux préfectoraux après prolongations (22-19) et après un terrible suspense.
Son aventure s’achèvera une semaine plus tard à Bordeaux, contre le Stade toulousain en demi-finale.
Battu à domicile par le FC Grenoble, premier club français à l'issue des matchs de poules et vainqueur une fois à l'extérieur, Brive ne termine que septième de sa poule lors de la saison 1980-1981.
Mais Brive réussit ensuite un joli parcours en phase finale éliminant Le Boucau en seizième de finale 15-12 avant de prendre une magnifique revanche sur Toulouse (24-23) en huitième au stade Armandie d’Agen. Hélas pour les Corréziens, c’est son meilleur ennemi, Montferrand, qui le sortira en quart de finale 6-3.

#### La rentrée dans le rang (1982-1991)
Les saisons suivantes sont plus difficiles : en 1982, le CAB termine quatrième de sa poule, élimine Romans en barrage avant d'être sorti par l'Aviron bayonnais en huitième de finale alors que le pilier Éric Alabarbe commence un long bail de quinze saisons en équipe première.
En 1983, pour la première fois en un quart de siècle, Brive, battu trois trois à domicile par Perpignan, Bagnères et Pau ne termine que huitième de sa poule de dix et n’est pas en phase finale du championnat de France tandis qu'il ne termine que 27e sur les 28 clubs engagés en Challenge.
Jean-Luc Joinel est toutefois classé meilleur troisième ligne centre de la saison par le Midi Olympique trois saisons consécutivement entre 1981 et 1983.
Cinquième de sa poule et dernier qualifié en 1984, Brive est éliminé en barrage d'accès aux huitièmes de finale en Championnat par Toulon 21-9.
En Challenge, Brive troisième de sa poule de 4 quatre se qualifie de justesse avant d'être éliminé en huitième de finale par Narbonne 16-3, le futur vainqueur.
Brive est en demi-finale de la coupe de France en 1985, où il est battu par le Stade toulousain (38-9).
En fin de saison, le centre Alain Bayout quitte le club après 6 saisons et 59 matchs avec l'équipe première.
En Championnat, Brive est éliminé en huitième de finale par son voisin, Montferrand.
La même année, les juniors Reichel atteignent les demi-finales du Championnat avec une bonne génération d'où émergent notamment Laurent Burg et Loïc Van der Linden.
En 1986, le club de la cité gaillarde voit l’arrivée cette année-là de l’Australien Peter Fitzsimons, et les Blanc et Noir atteignent encore les huitièmes de finale du Championnat où ils sont éliminés par Toulon, du Challenge où ils sont éliminés par Agen et de la Coupe de France où ils sont éliminés par Bergerac.
En 1987 Brive, après avoir terminé deuxième de sa poule derrière le Stade toulousain, atteint les quarts de finale du Championnat après six ans d’absence. Il est alors battu par le Racing club de France.
Les Brivistes échouent à se qualifier en Challenge la même année.
En 1988, Brive termine deuxième de sa poule derrière Narbonne en Championnat avant d'être éliminé par le Stadoceste tarbais 13-6 en quart pour le dernier match de Jean-François Thiot, meilleur réalisateur du championnat cette année là et qui aura totalisé 1796 points sous le maillot briviste. Il rejoint alors le SC Tulle.
L'international Jean-Luc Joinel met quant à lui aussi un terme à sa carrière après 15 années et 218 matchs sous le maillot briviste.
En Challenge, Brive est éliminé en huitième de finale par Toulon 26-10.
Le CAB va ensuite caler pendant quatre saisons de suite en huitièmes de finale.
En 1989, il s'incline lors des deux confrontations contre Béziers.
En 1990, c'est le Grenoble qui se qualifie largement 28-0 après avoir pourtant été battu en Corrèze 19-12 au match aller.
En Challenge, Brive après avoir notamment été battu à domicile par Grenoble et Montferrand termine dernier de son groupe.
En 1991, le Stade toulousain privera les Brivistes d'une place en quart de finale du Championnat pour 3 petits points sur l'ensemble des deux matchs.
Le demi de mêlée Rodolphe Modin mettra un terme à sa carrière à l'occasion de cette double confrontation après 213 matchs disputés sous les couleurs brivistes.
En Challenge, les choses sont plus compliquées pour les Brivistes qui sont éliminés en poules. Face à Tarbes, FC Lourdes et Montferrand, Brive ne gagne qu’un match (6-3 contre Tarbes), concède deux matchs nuls et trois défaites.

#### L éclosion de jeunes joueurs talentueux (1992-1995)
Enfin, en 1992, le CAB, second de sa poule échoue contre le Biarritz olympique de Serge Blanco, pourtant moins bien classé qui élimine le CAB lors des huitièmes de finale disputés à nouveau en un seul match.
En Challenge, Brive atteint les quarts de finale, battu de peu 12-3 par le tenant du titre, Narbonne.
Cette année-là, de jeunes joueurs brivistes deviendront internationaux, Alain Penaud et Sébastien Viars.
En 1993, le CAB devient le CA Brive Corrèze à la suite de l’engagement du conseil général de la Corrèze derrière le club.[réf. souhaitée] Pierre Villepreux, l’ancien entraîneur prestigieux du Stade toulousain est de retour au bercail. Le CABC est en quart de finale du championnat, où il est battu par le SU Agen 33-19 et en quart de finale du Challenge où il est éliminé par le Stade toulousain 28-17 après prolongations.
En fin de saison, Laurent Burg part pour le Lyon OU après 8 saisons et 109 matchs disputés sous le maillot briviste.
Les deux exercices suivants seront plus difficiles.
En 1994, un bilan équilibré de 7 victoires à domicile et 7 défaites à
l'exterieur ne permet pas au CAB de se qualifier pour le Top 16 en Championnat.
Reversé en Coupe André-Moga, le club ne se sauve qu'à la dernière journée grâce à une victoire au Stadium sur le Stade dijonnais.
En Challenge, Brive termine en tête de sa poule devant Les mammouths de Grenoble mais est éliminé par le RC Narbonne dès les quarts de finale.
À l'issue de cette saison, une mini-crise éclate et débouchera sur la démission de Pierre Villepreux.
Jean-Michel Daures et Pierre Chadebech sont aux commandes pour la saison suivante. Brive termine en tête de sa poule de Championnat et retrouve le Top 16. Il échoue ensuite à se qualifier pour les quarts de finale, distancés par le Stade toulousain et le RC Toulon.
En Challenge, le CAB ne se qualifie pas.

### Retour au sommet et gloire européenne (1995-1998)
Le rugby connaît un grand tournant en 1995, lorsque le professionnalisme est instauré. L’homme de télévision et ancien joueur du club Patrick Sébastien devient président du CAB.

#### Vainqueur du challenge Yves du Manoir 1996
Le talonneur international Vincent Moscato et le futur troisième ligne international Thierry Labrousse rejoignent le club désormais entraîné par l’ancien pilier international Laurent Seigne. Le début de saison est tonitruant, tant en championnat qu’en challenge Yves du Manoir, où le CAB s’impose sur terrain du Stade toulousain, sur un score fleuve : 35-10. Le club est en vogue, les Didier Casadeï, Richard Crespy, Éric Alégret, Loïc Van der Linden, François Duboisset, Thierry Labrousse, Sébastien Bonnet, Sébastien Paillat, Laurent Bonventre, Romuald Paillat et Sébastien Viars brillent de mille feux, emmenés par leur capitaine et enfant du pays, Alain Penaud.
Tout semble sourire aux Corréziens, qui reviennent en finale du challenge Yves du Manoir, pour la première fois depuis 1974, après s’être débarrassés de l’AS Montferrand, dans une demi-finale à suspense (12-9) à Aurillac. Le club gaillard va remporter le premier grand trophée de son histoire à Charléty face à Pau 12-6.

#### Vice-champion de France 1996
Comme un symbole, ce sont ces mêmes Béarnais que Brive retrouvera quatre mois plus tard à Toulouse, où son parcours exceptionnel l’amène en demi-finale du Championnat, une première depuis seize ans. Avec une nouvelle victoire 23-21, le CA Brive Corrèze gagne le droit de monter à Paris pour y disputer la quatrième finale du Championnat de France de son histoire. Le 1er juin 1996, le Stade toulousain l’emporte 20-13. Le club de la Corrèze voit le Bouclier de Brennus lui échapper pour la quatrième fois de son histoire.
Le pilier Éric Alabarbe met un terme à sa carrière avec quinze saisons et 259 matchs sous le maillot blanc et noir.
La même année, les juniors Crabos avec un certain Cédric Heymans dans ses rangs deviennent champions de France après leur victoire en finale sur le tenant du titre Grenoble 10-3.

#### Champion d’Europe 1997
|                                                                                         |  |  |
| L'Arms Park de Cardiff où Brive s'impose en finale contre les Leicester Tigers en 1997. |  |  |

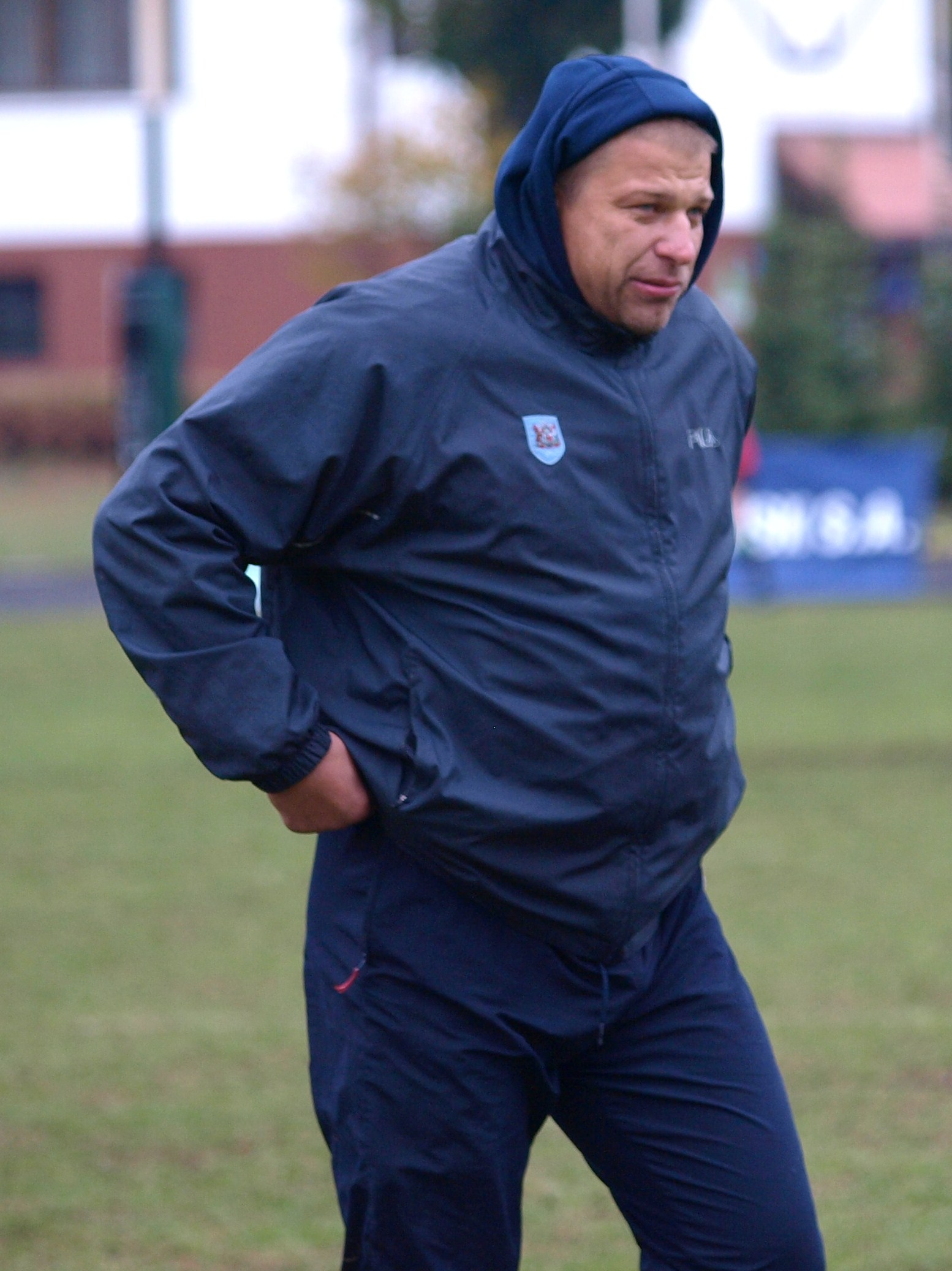
Gregory Kacala l'ancien Mammouth grenoblois élu homme du match de la finale.

L’année suivante voit l'arrivée de l'ailier international berjallien David Venditti et du futur international Christophe Lamaison, transfuge de Bayonne, mais aussi du demi de mêlée international du Stade toulousain Philippe Carbonneau.
Le CAB gagne la deuxième Coupe d’Europe aux dépens des Leicester Tigers 28-9 à l’Arms Park de Cardiff.
L’euphorie s’empare de Brive et de la Corrèze, où sur l’Aérodrome de Brive-Laroche, 5 000 supporters acclament les Blanc et Noir à leur arrivée.[réf. nécessaire]

### Finale 1997
| Équipes            | CA Brive – Leicester Tigers |
| Score              | 28-9 (mt : 8-6) |
| Date               | Samedi 25 janvier 1997 |
| Stade              | Arms Park de Cardiff, Pays de Galles |
| Arbitres           | Derek Bevan assisté de Clayton Thomas et de Davies |
| Les équipes        | |
| CA Brive           | Titulaires : 1 Didier Casadeï puis Éric Bouti (71e), 2 Laurent Travers, 3 Richard Crespy, 4 Éric Alégret puis Tony Rees (66e), 5 Grant Ross, 6 Loïc Van der Linden puis Yann Domi (78e), 7 Gregory Kacala, 8 François Duboisset puis Thierry Labrousse (48e), 9 Philippe Carbonneau, 10 Alain Penaud (cap.) puis Romuald Paillat (70e), 11 Sébastien Carrat, 12 David Venditti, 13 Christophe Lamaison, 14 Gérald Fabre, 15 Sébastien Viars Entraîneurs : Laurent Seigne, Pierre Montlaur |
| Leicester Tigers   | Titulaires : A Graham Rowntree, B Richard Cockerill, C Darren Garforth, D Martin Johnson, E Matt Poole, F John Wells, G Dean Richards (cap.) puis Eric Miller (67e), H Neil Back, I Austin Healey, J Rob Liley, K Rory Underwood puis Leon Lloyd (74e), L Stuart Potter, M Will Greenwood, N Steve Hackney, O John Liley Remplacement temporaire : Darren Garforth par Perry Freshwater Entraîneurs : Bob Dwyer, Duncan Hall                                                              |
| Points marqués     | |
| CA Brive           | 4 essais : Sébastien Viars 5e, Gérald Fabre 55e, Sébastien Carrat 64e, 80e 1 pénalité 3e, 1 drop 74e, 1 transformation 80e : Christophe Lamaison |
| Leicester Tigers   | 3 pénalités : John Liley 26e, 35e, 54e |
| Évolution du score | 3-0, 8-0, 8-3, 8-6, mt ; 8-9, 13-9, 16-9, 21-9, 28-9 |

Le 22 février 1997, le nouveau champion d'Europe reçoit le vainqueur du Super 12, les Auckland Blues en finale de la Coupe Intercontinentale. Les joueurs du Sud l'emportent 47 à 11.
En Championnat, Brive termine premier de sa poule et second au niveau national derrière Bourgoin mais est pourtant éliminé dès les huitièmes de finale par Colomiers 36-31.
Cédric Heymans grand espoir du club en manque de temps de jeu quitte le club pour le SU Agen après une seule saison en équipe première.

#### Vice-Champion d’Europe 1998
L’année suivante, Brive, renforcé notamment par l'ailier Pascal Bomati puis les deux grenoblois, Lionel Mallier qui deviendra international l'année suivante et Xavier Cambres est à deux doigts du doublé en Heineken Cup, mais est battu par Bath (18-19) en finale sur une pénalité de Jon Callard en fin de match.

### Finale 1998
| Équipes            | Bath Rugby - CA Brive |
| Score              | 19 - 18 (mt : 6-15) |
| Date               | 31 janvier 1998 |
| Stade              | Parc Lescure à Bordeaux |
| Arbitre            | Jim Fleming Écosse assisté de David McHugh Eire et de Clayton Thomas Pays de Galles |
| Les équipes        | |
| Bath Rugby         | Titulaires : Dave Hilton, Mark Regan puis Federico Mendez (78e), Victor Ubogu, Nigel Redman, Martin Haag, Nathan Thomas puis Russel Earnshaw (71e), Dan Lyle, Richard Webster, Andy Nicol (cap.), Mike Catt, Adedayo Adebayo, Jeremy Guscott, Phil de Glanville, Ieuan Evans, Jonathan Callard Remplaçants : Federico Mendez, Russel Earnshaw, Ricky Pellow, John Mallett, Richard Butland, Matt Perry, Eric Peters Entraîneurs : Andy Robinson                                                                                         |
| CA Brive           | Titulaires : Didier Casadeï, Laurent Travers, Richard Crespy puis David Laperne, Éric Alégret, Yvan Manhès, Loïc Van der Linden, François Duboisset puis Régis Sonnes (71e), Olivier Magne, Philippe Carbonneau (cap.), Lissandro Arbizu, Sébastien Carrat puis Sébastien Viars (77e), David Venditti, Christophe Lamaison, Jérôme Carrat, Alain Penaud Remplaçants : David Laperne, Régis Sonnes, Sébastien Viars, Olivier Gouaillard, Jean-Charles Vicard, Laurent Arbo, Lionel Mallier Entraîneurs : Laurent Seigne, Pierre Montlaur |
| Points marqués     | |
| Bath Rugby         | 1 essai Jonathan Callard 58e 1 transformation Jonathan Callard 4 pénalités Jonathan Callard 19e, 33e, 66e, 82e |
| CA Brive           | 5 pénalités Christophe Lamaison 2e, 10e, 17e, 30e, 40e 1 drop Alain Penaud 65e |
| Évolution du score | 0-3, 0-6, 3-6, 3-9, 3-12, 6-12, 6-15, mt ; 13-15, 13-18, 16-18, 19-18 |

Le parcours est plus difficile dans les autres compétitions puisqu'il échoue à se qualifier en Championnat et est éliminé dès son entrée en lice en coupe de France. Le capitaine emblématique, Alain Penaud, part aux Saracens à l’intersaison, tandis que Sébastien Viars rejoint le Stade français.

### Les débuts du professionnalisme, puis le purgatoire (1998-2003)
Le CAB rentre progressivement dans le rang les saisons suivantes. Il est éliminé en playoff durant le Championnat 1998-1999, puis en demi-finale du bouclier européen par Bourgoin.

#### Finaliste de la coupe de France 2000
Brive se qualifie pour la finale de la Coupe de France en 2000 et chute face aux Basques de Biarritz, vainqueurs 24-13.
En fin de saison, le troisième ligne Loïc Van der Linden met fin à sa carrière de joueur après 14 saisons en équipe première.

#### Relégation en Pro D2
La saison suivante, la formation corrézienne handicapée par de nombreux départs dont celui de Philippe Carbonneau est battu 5 fois en 10 matchs à domicile et ne peut éviter la relégation en Pro D2. C’est un coup de tonnerre qui s’abat sur Brive : le CAB quitte l’élite du rugby national, où il était présent sans interruption depuis 44 saisons.
Consécutivement à cette descente en deuxième division, Alain Penaud regagne son club d’origine. Brive finit troisième au classement final derrière le Stade montois et le FC Grenoble et doit disputer une nouvelle saison en Pro D2. Celle-ci sera parfaitement négociée, et la remontée en Top 16 sera effective le 10 mai 2003, à une journée du terme de la phase régulière après une victoire à domicile sur l'Aviron bayonnais 45-23.

### À nouveau l’élite, entre espoirs et crises (2003-2012)
Dès leur première saison dans l’élite, les Brivistes se qualifient pour les playoff en terminant seconds de leur poule derrière Bourgoin. Ils seront éliminés en playoff, terminant alors dernier de leur poule derrière le Stade français, premier, le Stade toulousain second et Biarritz, troisième.
Les deux saisons suivantes, où est instaurée la poule unique, voient Brive terminer neuvième. Le club revient en demi-finale du Challenge européen et y est éliminé par Pau. Alain Penaud quitte le club blanc et noir en 2005, après 263 apparitions en Championnat, un record dans l’histoire du club qui tiendra jusqu'en 2016.
En septembre de cette même année, le club devient le CA Brive Corrèze Limousin, après signature d'une convention avec la région Limousin.[réf. souhaitée] Neuvième en Championnat, il est éliminé en quarts de finale de Challenge européen face à Gloucester. La saison 2006-2007 est plus compliquée, avec plusieurs changements d’entraîneurs en cours de saison, mais le CAB assure une neuvième place. Patrick Sébastien est de retour aux affaires.
En 2007-2008, entraîné par Laurent Seigne et Olivier Magne, Brive finit onzième. Deux joueurs sont révélés : Antonie Claassen et Alexis Palisson, capé dès juin 2008 face à l'Australie. Brive recrute en 2008 de nouveaux entraîneurs: Christophe Laussucq et Ugo Mola, tandis que Laurent Seigne reste le manager. Côté terrain, les Internationaux Gallois Alix Popham et Anglais Andy Goode, ainsi que le Sud-Africain Gerhard Vosloo rejoignent l'effectif.
Le Top 14 2008-2009 ramènera le CABCL en Heineken Cup, à la suite de sa sixième place en championnat. En Challenge européen, Brive est éliminé à Worcester en quarts de finale. C’est un nouvel échec en quarts de finale dans cette compétition, après ceux de 2008 à Sale et de 2007 à Newport.
L'équipe Espoirs est toutefois championne de France
Malgré l’arrivée de Nicolas Jeanjean et de Riki Flutey en 2009, Brive manquera son retour en H Cup. Patrick Sébastien démissionne en cours de saison. Laurent Seigne est débarqué une semaine plus tard, et Didier Casadeï devient entraîneur des avants. Brive finit neuvième du Top 14 2010.
En Top 14 2010-2011, après de bons débuts, le club connaît une crise durant l’automne, qui va déboucher sur le départ de l’entraîneur Christophe Laussucq. La défaite à domicile face à Agen place même les Brivistes en position de relégable. Les Coujous parviennent toutefois à remonter la pente grâce à des victoires à domicile dont celle, déterminante, face à La Rochelle, qui leur assure quasiment le maintien en Top 14. Une semaine plus tard, les Corréziens affrontent la province irlandaise du Munster en quarts de finale de la Amlin Cup. Après un match de haut vol, ils seront éliminés avec les honneurs (42-37). Au terme d'une saison ratée, le CAB perd des joueurs clés à l'intersaison, comme Alexis Palisson, Gerhard Vosloo et Alix Popham. Néanmoins le CAB réussit à se qualifier au quart de finale de la Amlin Cup en terminant premier de son groupe.
Brive aborde la saison 2011-2012 avec le douzième budget du Top 14, et fait partie des équipes potentiellement en difficultés pour le Championnat à venir. Les débuts sont difficiles, le club souffre malgré tous les efforts des joueurs. De nombreux matchs sont perdus par les Corréziens, mais de peu, ce qui leur permet de glaner des bonus défensifs.
Un évènement extra-sportif survient le 10 janvier 2012 : les dirigeants du CA Briviste divulguent un projet de fusion (ou plutôt d'entente) avec le club voisin de l'USA Limoges. L'acronyme EBLL "Entente Brive Limoges Limousin" est alors évoqué. Les réactions à cette annonce sont immédiates et spontanées. Le projet est massivement rejeté par les supporters et certains anciens joueurs emblématiques du club. Près d'un mois plus tard, à la mi-février 2012, le président Jean-Jacques Bertrand annonce le retrait du projet.
Sur le plan sportif, la saison demeure des plus critiques. Malgré un recrutement jugé de bonne qualité (sans être extravagant), le parcours en Top 14 est marqué par des résultats décevants. Cela se passe mieux dans la petite coupe d'Europe (Amlin Challenge Cup), avec un parcours sans faute en poules et une qualification pour les quarts de finale. L'épopée européenne continue, le CABCL sort vainqueur de leur quart de finale face aux Llanelli Scarlets à domicile, mais ils échouent en demie face à Biarritz sur le score de 19-0.
En championnat de France, le club coule littéralement et perd toutes ses illusions. Son destin est scellé à l'issue de l'avant-dernière journée face au club promu, l'Union Bordeaux Bègles, le CABCL s'incline 9-23 puis s'effondre sans résistance face à son ennemi juré Montferrand sur le score de 57 à 14. C'est une nouvelle relégation en Pro D2, 11 ans après celle de 2001.

### L'ère Nicolas Godignon (2012-2018)

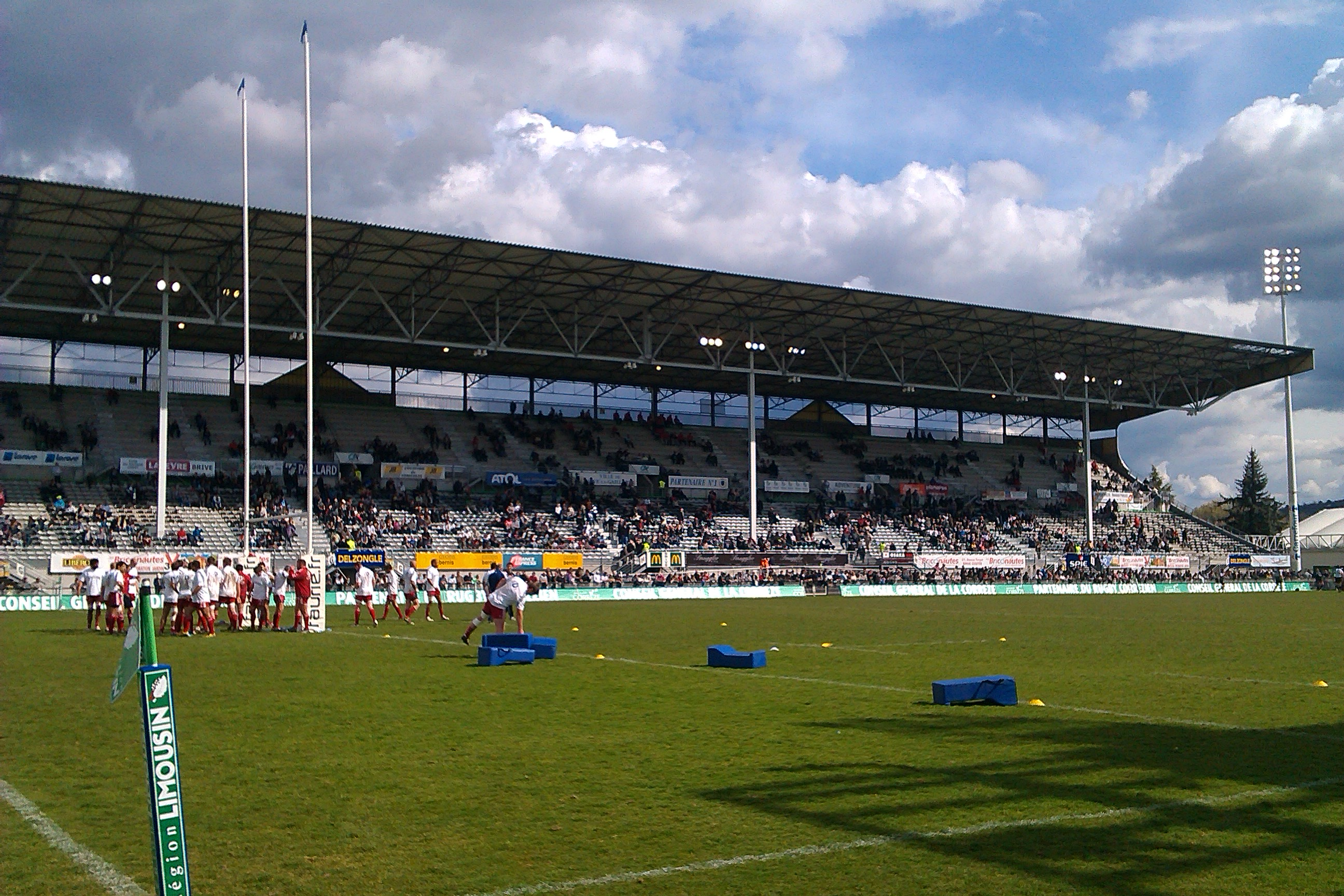
Le CA Brive en 2012-2013, vice-champion de Pro D2 (ici face à Dax).

À la suite de la relégation, le président Jean-Jacques Bertrand fixe comme objectif la remontée directe ou au moins une qualification pour les demi-finales d'accession au Top 14. La responsabilité de l'équipe est confiée à Nicolas Godignon. Le début de saison 2012-2013 voit le club éprouver des difficultés surtout à l'extérieur. En janvier 2013, à la suite d'une défaite à domicile face à l'US Carcassonne, Philippe Carbonneau, ancienne gloire du CAB, rejoint le staff comme entraîneur des lignes arrière. Nicolas Godignon retrouve son domaine de prédilection, la défense. Et de fait, l'équipe se remet en ordre de marche durant la phase retour. L'accident carcassonnais sera le seul gros couac de la saison cabiste, le leader incontesté Oyonnaxien est battu au Stadium en avril lors de la 27e journée. Second de la phase régulière, le CAB dispute les barrages d'accession au Top 14. Il élimine son voisin Aurillac en demi-finale au Stadium, puis le 19 mai 2013, il remporte la finale face à la Section paloise 30-10 au Stade Chaban-Delmas de Bordeaux. Un an après l’avoir quittée, le CA Briviste retrouve l’élite du rugby français. L'équipe espoirs remporte quant à elle le titre de champion de France Espoirs de 2e division.
En août 2013, le CA Brive fait son retour en Top 14, avec l'avant-dernier budget de l'élite. Malgré cela, il réalise une belle saison, surtout à domicile, où il assure une grande partie de son maintien. Prêté par le Racing Métro 92, Gaëtan Germain devient le buteur attitré de l'équipe, et va se relever talentueux dans cet exercice. Toutes les écuries du Top 14 chutent à Amédée-Domenech, à l'exception du Biarritz olympique, pourtant lanterne rouge qui vient s'imposer en novembre, et le Racing Métro 92, qui arrache le nul un mois plus tard. À l'extérieur, le club briviste détient une triste statistique : il est le seul à ne pas s'imposer loin de ses bases. De bonnes opérations y sont cependant réalisées, comme le bonus défensif décroché en ouverture face au Racing Métro 92, celui contre le Stade français ainsi que celui glané au Stade Marcel-Michelin face au grand rival clermontois. Le CA Brive termine finalement à la 9e place du Top 14, Gaëtan Germain pour sa première saison en Corrèze est meilleur réalisateur du Championnat avec la bagatelle de 299 points marqués. Pour son retour en Challenge européen, Brive parvient à se qualifier pour les quarts de finale, où il est battu par les Anglais de Bath. La saison est marquée sur le plan extrasportif par la maladie du deuxième ligne Olivier Caisso, et par la grave blessure de l'ex-Cabiste Alexandre Barozzi, qui entraîne une mobilisation sans faille de ses anciens partenaires, par le biais de l'association Soutenir Baro.
La saison 2014-2015 est plus difficile pour le CA Briviste. Désormais dernier budget du Top 14, mais malgré cela parmi les meilleurs en matière de gestion, le club n'a une fois de plus que le maintien dans l'élite pour seul objectif. Un objectif qu'il atteint lors de la dernière journée, après un duel à distance épique avec l'Aviron bayonnais. Avant cela, l'équipe aura concédé deux défaites à domicile, mais se sera imposée de belle manière en novembre 2014 sur la pelouse de Montpellier. À nouveau, Gaëtan Germain aura tenu son équipe à bout de bras avec 285 points au compteur. En Challenge européen, Brive réalise la pire campagne de son histoire dans la petite Coupe d'Europe, avec six revers en autant de matches.

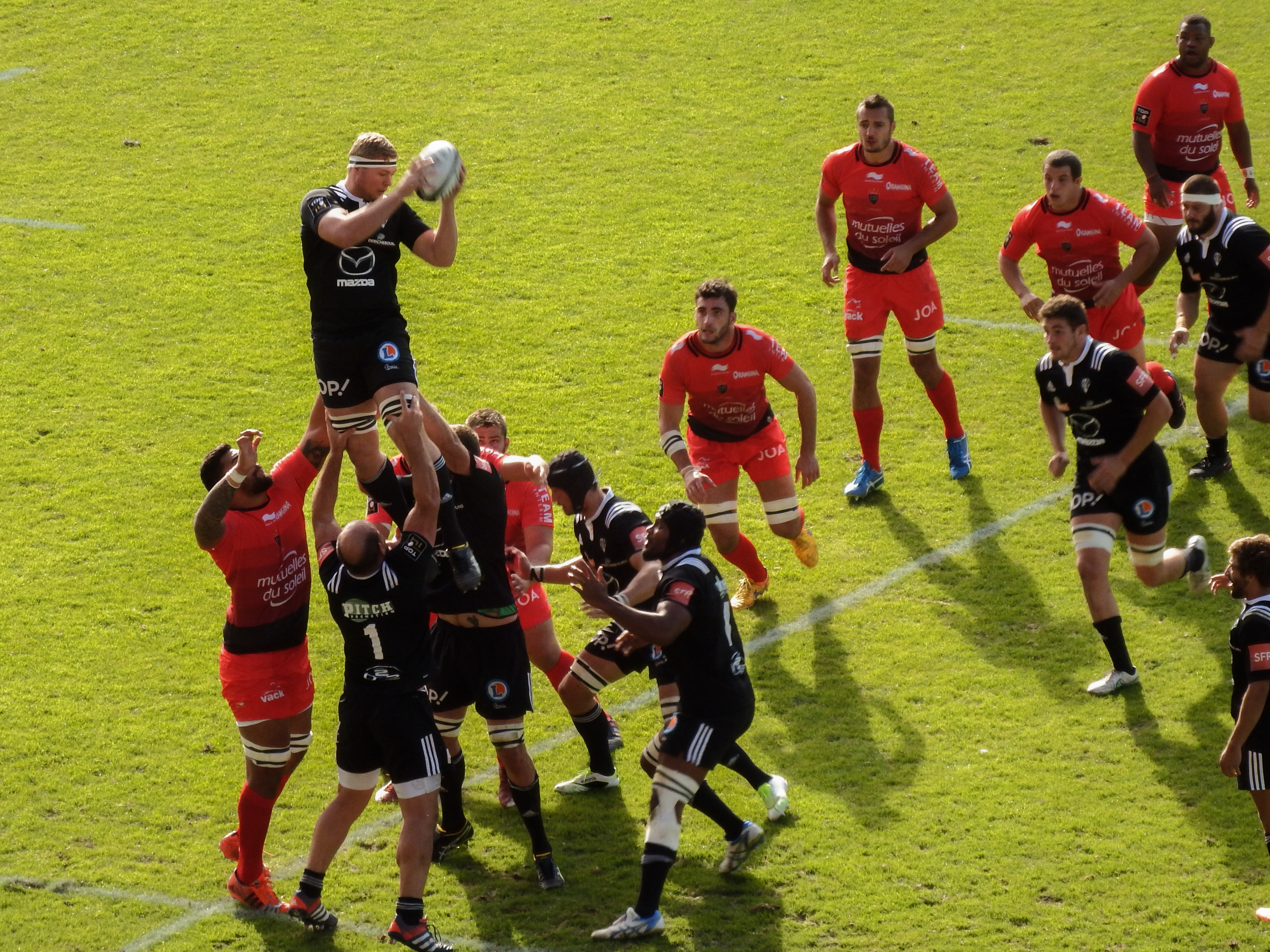
Le CA Brive s'impose à domicile contre le RC Toulon au début de la saison 2015-2016.

L'intersaison 2015 du CAB est marqué par le changement d'équipementier, puisqu'Adidas remplace Otago, qui était avec le club depuis 2010. Le club est assez peu touché par les absences de joueurs lors de la Coupe du Monde 2015, puisque seuls le Fidjien Dominiko Waqaniburotu et le Géorgien Karlen Asieshvili figurent dans leurs sélections respectives. Le club réalise sportivement son meilleur départ en Championnat depuis près d'une décennie. Les Brivistes avec un allant magnifique s'imposent deux fois à l'extérieur et ne sont battus au stade Amédée-Domenech que par le voisin et rival clermontois. Après treize journées, le CAB est cinquième du Top 14, avec un matelas de 22 points par rapport à la zone rouge. Sur la scène européenne, Brive échoue pour la seconde saison consécutive en poules, après notamment une piètre défaite chez les Russes du Enisey-STM Krasnoïarsk. La phase retour de Championnat est moins prolifique, puisque l'équipe ne connaît que des défaites à l'extérieur et concède un match nul miraculeux dans son antre face au Stade toulousain. Cependant, le CAB se classe à une très belle huitième place, et Gaëtan Germain finit comme en 2013-2014 meilleur réalisateur du Championnat. L'arrière corrézien est même tout proche de l'équipe de France lors de cette saison.
Le CAB retrouve les terrains après une très courte trêve. Il enregistre le retour de Julien Le Devedec désormais International, de même que le pilier Lucas Pointud. Cet exercice 2016-2017 est marqué par deux coups d'éclats à l'extérieur, le premier à Toulon lors de la 3e journée, le second au Stade Marcel-Michelin en avril. Malgré cela, le club termine à nouveau huitième et ne se qualifie pas pour les phases finales. Au terme de la saison, trois joueurs majeurs de l'équipe arrêtent leur carrière: Arnaud Méla le capitaine, Guillaume Ribes et Jean-Baptiste Péjoine, qui aura disputé 294 matchs sous le maillot Briviste. Gaëtan Germain est pour la troisième fois meilleur réalisateur du Championnat, avec 324 points inscrits, mais Brive est la dernière attaque du Championnat (à égalité avec Bayonne), en marquant seulement 41 essais. En Challenge européen, les Coujoux terminent en tête de leur poule mais doivent se déplacer en quarts de finale. Ils sont dominés par Bath, comme trois ans plus tôt. Fabien Sanconnie signe deux essais lors de cette rencontre, quelques semaines après avoir été appelé en équipe de France pour le Tournoi des Six Nations.
La saison 2017-2018 est extrêmement compliquée et chaotique pour le CAB qui commence son exercice par six défaites d'affilée dont trois à domicile. Philippe Carbonneau quitte son poste d'entraîneur des arrières en septembre après la défaite contre le Stade Toulousain. Jean-Baptiste Péjoine intègre le staff quatre mois après avoir arrêté sa carrière de joueur en compagnie de Sébastien Bonnet. Les Blanc et Noir redressent bien la barre au cours de l'automne et quittent la zone de relégation le 2 décembre, au soir de la 12e journée. En Challenge européen, malgré trois défaites en poule (dont une à domicile), le club parvient à se hisser une nouvelle fois en quarts de finale où il est battu par Newcastle. La situation se corse à nouveau en championnat à partir de février, avec trois nouvelles défaites au stade Amédée-Domenech, qui replongent le CABCL dans la zone de relégation. Cette série de mauvais résultats est fatale au manager Nicolas Godignon, qui est écarté en avril. Le 28 avril, le CABCL est mathématiquement dernier et relégué en Pro D2 avant même la dernière journée. Il sera resté cinq saisons consécutives dans l'élite du rugby français. Joueur emblématique de cette période, Gaëtan Germain aura connu une saison en pointillés, à l'image de son club.

### Jeremy Davidson aux commandes (2018 à 2022-2023)

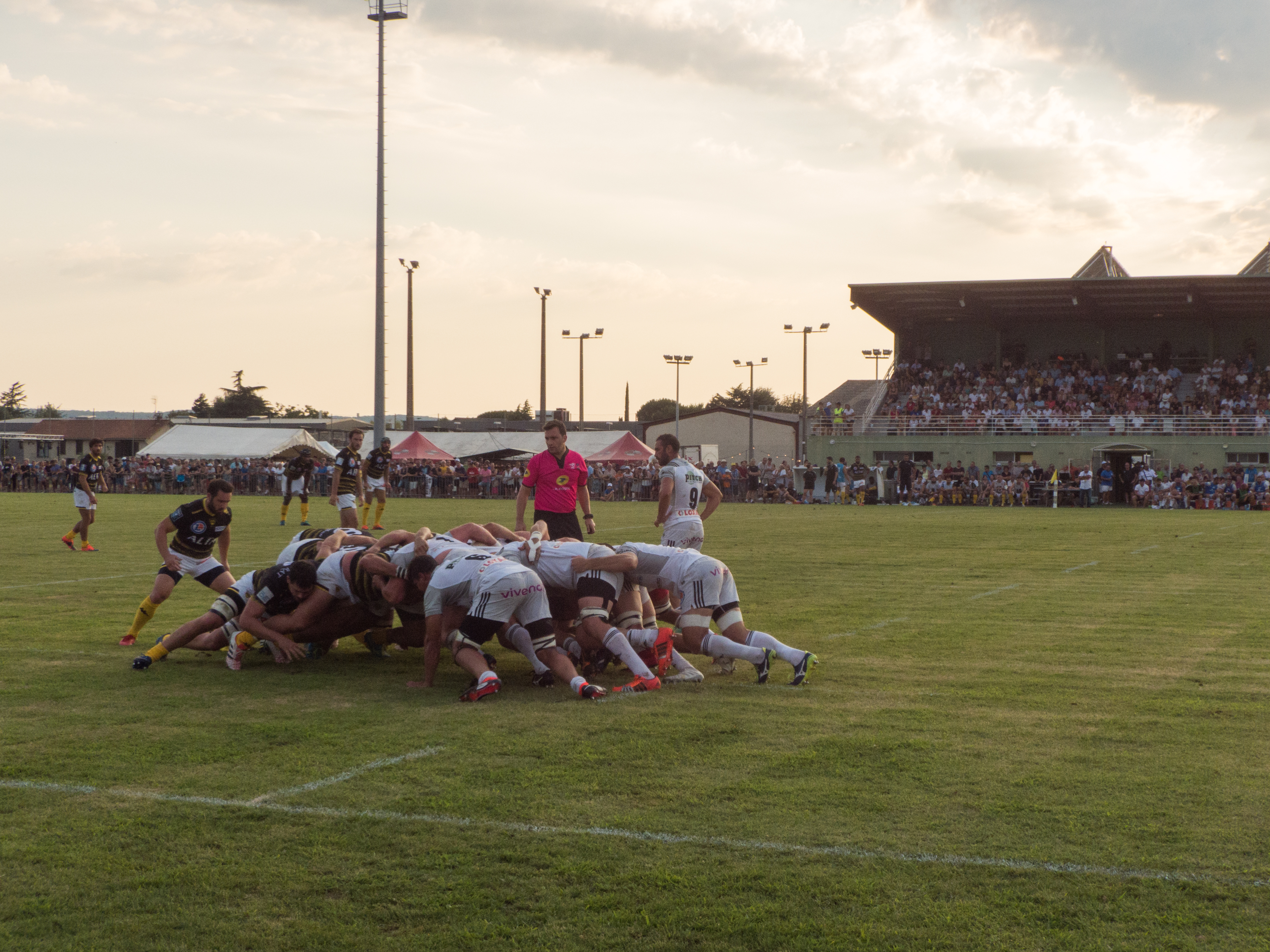
Les Brivistes lors de leur préparation estivale 2018 pour leur retour en Pro D2, ici à Biars-sur-Cère contre le Stade montois.

Après cette rétrogradation, le club se dote d'un nouveau manager en la personne du Nord-Irlandais Jeremy Davidson, bon connaisseur de la Pro D2 pour avoir entraîné pendant six saisons le Stade Aurillacois. Une recrue phare signe également au club à l'intersaison, l'ouvreur Stuart Olding, rejoint en cours de saison par son compatriote Rory Scholes.
Cette saison parachève l'éclosion du jeune pilier Demba Bamba, champion du monde des moins de 20 ans (et prêté par le Lyon OU), qui est appelé dans le XV de France pour les tests d'automne. Tout comme Amédée Domenech six décennies plus tôt, Demba Bamba est International tout en évoluant en deuxième division. Il honore sa première sélection le 24 novembre face aux Fidji, face à son coéquipier Dominiko Waqaniburotu. Sportivement, le club gagne tous ses matches à domicile mais connait de nombreux échecs à l'extérieur dans un championnat très engagé. Le CABCL parvient néanmoins à s'adjuger la première place de la phase régulière. En demi-finale les Corréziens dominent le RC Vannes (40-20) mais chutent en finale devant l'Aviron bayonnais (19-21) en concédant une pénalité à la dernière minute. Cependant, le club réalise son objectif de la saison, la remontée en Top 14, une semaine plus tard, en dominant en match de barrage le FC Grenoble (13e de Top 14, où évolue désormais Gaëtan Germain). Thomas Laranjeira aura magnifiquement pris le relais de l'arrière lors de cette saison, il termine meilleur buteur de Pro D2 avec 346 points inscrits.
La saison 2019-2020 est marquée par la réfection de la pelouse du stade Amédée-Domenech. Coté sportif, les Blanc et Noir retrouvent le Challenge Européen. Les débuts en Top 14 sont marqués par des difficultés à l'extérieur, mais à domicile, les Brivistes se montrent intraitables. Au terme de la 11e journée de Championnat, le CAB occupe la sixième place. En Challenge Européen, malgré un cuisant revers à domicile face à Bristol (0-36), les Blanc et Noir sont un temps à la bagarre pour la qualification, qui n'aura finalement pas lieu. À la trêve, le CAB est neuvième, avec 5 points d'avance sur la place de premier relégable occupée par le Stade français. Longtemps intraitables à domicile, les Brivistes cèdent toutefois largement face au Racing 92 (20-44) qui met fin à 22 matchs sans défaite à Amédée-Domenech. Le Championnat se poursuit jusqu'à la 17e journée, il est interrompu par l'épidémie de coronavirus qui frappe la planète au début de l'année 2020, et qui provoque un confinement général. Il n'y a en conséquence aucune promotion ni relégation, le CA Brive ayant néanmoins terminé à la neuvième place.
La saison 2020-2021 démarre le 6 septembre. À la suite des conséquences de l'épidémie de coronavirus, les clubs voient dans un premier temps leur capacité d'accueil du public limitée à 5 000 spectateurs. Mais la deuxième vague de la pandémie mondiale touche de plein fouet la France en octobre, ce qui entraîne un second confinement, et un huis clos total lors des rencontres sportives. Le Championnat se poursuit néanmoins, et après deux succès initiaux, Brive connait trois défaites dans son Stadium (contre Toulouse, Clermont et le Racing). Par la suite, ces scories sont compensées par trois victoires à l'extérieur. Le buteur Thomas Laranjeira est blessé une partie de la saison, il est remplacé dans cet exercice par le jeune Enzo Hervé qui s'affirme de façon incontestable au poste d'ouvreur. Malgré deux nouveaux accrocs à domicile en fin de saison, le CABCL termine l'exercice à la onzième place, devançant le barragiste de cinq unités. Quant à la campagne de Challenge européen, qui est organisée suivant un nouveau format, celle-ci est abrégée par l'organisateur. Le variant dit anglais de la Covid-19 est apparu et a touché des joueurs de l'Aviron bayonnais (lors d'un match les opposants aux Leicester Tigers). En conséquence, la phase de poule n'aura connu que deux journées au lieu de quatre. Les Brivistes auront connu autant de défaites. A noter que ce variant britannique aura également touché l'effectif cabiste au mois d'avril, ce qui provoqua le report de deux rencontres.
Le CA Brive intègre dans son staff son ancien capitaine Arnaud Méla. Le début de saison est probant avec trois victoires à domicile dont deux avec bonus. Le club fête notamment le centenaire de son enceinte le 2 octobre, contre le Stade français. Cependant les déplacements sont à nouveau très compliqués pour les Blanc et Noir, qui sont défaits à douze reprises en autant de matches loin du Stadium. La fin de saison du club corrézien est très délicate. Alors que les Coujous faisaient respecter leur loi à Amédée-Domenech (hormis une défaite et un match nul), ils concèdent deux défaites sans bonus lors de 23e et 25e journées. Contre toute attente, lors de la dernière journée, ils remportent un succès 33-17 sur la pelouse de Jean-Bouin, leur permettant de sauver la 12e place au détriment de Perpignan. En Challenge Européen, le CA Brive remporte un seul match de poule (sur la Section paloise) et est éliminé au classement des meilleurs quatrièmes.
Après une défaite inaugurale à domicile, le CA Brive remporte 2 rencontres. La venue du Stade toulousain le 15 octobre lors de la 7e journée se solde par une déroute 7-45, qui est fatale à Jeremy Davidson, débarqué le soir même. Le club enchaîne une spirale de résultats négatifs. Le 22 décembre, le club annonce que Patrice Collazo le rejoint en tant que manager. Après une victoire in extremis dans son derby face à l’ASM Clermont, le CAB enregistre trois victoires consécutives. Il retombe malheureusement dans ses travers et ne parviendra jamais à s’extraire de sa dernière place au classement. Après une déroute face au futur champion toulousain (54-10), il retrouve le Championnat de Pro D2 quatre ans après l’avoir quitté. Il n’y aura que sept victoires lors de cet exercice. En Challenge Cup, le CABCL remporte un seul match de poule sur les quatre disputés, ce qui lui assure tout de même un ticket pour les huitièmes de finale. Il s’incline à ce stade de la compétition au Pays de Galles, sur le terrain des Scarlets. Cette saison aura notamment vu l’éclosion du jeune ailier Mathis Ferté.

### Retour en Pro D2 (depuis 2023)
Le début de saison du CA Brive est quelconque. Une atmosphère de crise s’installe à partir de la 5e journée, après une cinglante et humiliante défaite 45-10 chez le promu Valence Romans. L’équipe se rachète avec trois victoires de suite, avant de concéder une défaite sans bonus à domicile. Après cet échec, Patrice Collazo est remercié le 13 novembre, et c’est Pierre-Henry Broncan qui lui succède officiellement trois jours plus tard. Lors du dernier match de la phase aller, les Corréziens décrochent une seconde victoire à l’extérieur, ce qui les classe à la septième place, hors de la zone qualificative. La phase retour est à nouveau laborieuse. L’USO Nevers s’impose elle aussi à Amédée-Domenech en février. Une semaine plus tard, une nouvelle déculottée (40-29) au Stade des Alpes provoque la colère de Pierre-Henry Broncan.
Mais excepté un match nul acquis au Stade montois, les Coujous sont incapables de s’exporter et malgré plusieurs victoires bonifiées à la maison, ils ne sont que huitièmes à deux journées de la fin du Championnat. Mais grâce à un succès de prestige sur le terrain du leader et futur champion, le RC Vannes et un autre sur le Biarritz olympique, le CA Brive souffle d’extrême justesse la sixième place, dernier ticket qualificatif pour la phase finale, à Nevers. Lors de son match de barrage, malgré une belle prestation faisant oublier leurs déboires loin de leurs bases, le CA Brive est éliminé par l’AS Béziers 33-31.
Les Juniors Crabos sont en revanche champion de France après des succès sur Grenoble 16-14 en demi-finale puis sur le Stade toulousain 23-15 en finale.
Pour la saison 2024-2025, le CA Brive enregistre les arrivées du seconde ligne international anglais aux 105 sélections Courtney Lawes, ainsi que l’ouvreur sud-africain Curwin Bosch. Thierry Blandinières devient le nouveau président du club,  succèdant à Simon Gillham. Il se veut très ambitieux pour le club. Une quatrième tribune est ouverte au public du stade Amédée-Domenech, et inaugurée le 20 septembre. Sur le terrain, l’équipe ne remporte que des victoires à domicile et s’impose une fois à l’extérieur lors de la 2e journée. Après huit journées, le CABCL occupe la 2e place au classement général, comptant 5 victoires pour 3 défaites. Néanmoins, les Brivistes, pourtant favoris, sont éliminés en demi-finale de Pro D2, à domicile, par l'US Montauban, futur champion de France. 

## Identité visuelle

### Couleurs et maillots
Les couleurs du club, le noir et le blanc, sont rentrées dans l’imaginaire collectif des supporters de rugby français, ont marqué le Championnat et sont un véritable symbole de l’équipe. Elles ont donné au club un de ses nombreux surnoms, les Noirs et Blancs. Il se dit que c’est avec la venue du SCUF à Brive que le club fraîchement créé décida d’adopter ces couleurs qui ne le quitteront plus.
Le maillot domicile est traditionnellement blanc paré de fines rayures noires horizontales qui en font le tour complet. Il arrive aussi que régulièrement les joueurs portent d’autres maillots, toujours noirs ou blancs, lors des matchs de Championnat de France au Stadium en fonction des tenues de l’adversaire rencontré. Pour les matchs européens, il est arrivé que les maillots soient plus originaux et innovants : gris, rose ou encore à rayures dorées.

### Logo

Évolution du logo
Ancien logo.
Ancien logo.
Ancien logo.
Logo actuel.

## Palmarès

### Détail du palmarès
Le tableau suivant récapitule les performances du club :
- titres de champion et finales ainsi que les meilleures performances dans les compétitions.

| Compétitions nationales | Compétitions internationales |
| --- | --- |
| Championnat de France de première division - Vice-champion (4) : 1965, 1972, 1975 et 1996 Championnat de France de deuxième division - Champion (1) : 1957 - Vice-champion (2) : 2013, 2019. Barrage d'accession au Top 14 - Vainqueur (1) : 2019 | Coupe Intercontinentale - Finaliste (1) : 1997 Coupe d'Europe - Vainqueur (1) : 1997 - Finaliste (1) : 1998 Challenge européen - Meilleure performance : demi-finale en 1999, 2005 et 2012                                                 |
| Compétitions nationales disparues | Compétitions de jeunes |
| Challenge Yves du Manoir - Vainqueur (1) : 1996 - Finaliste (2) : 1963, 1974 Coupe de France - Finaliste (1) : 2000 Championnat de France de Réserves - Champion (3) : 1967, 1975 (Nationale B), 1987 (Nationale B1) - Finaliste (1) : 1983 (Nationale B1) Bouclier d'automne - Vainqueur (1) : 1972 Challenge Antoine Béguère - Vainqueur (1) : 1973 Challenge Jules Cadenat - Finaliste (1) : 1975 | Championnat de France Espoirs - Champion (3) : 2009 (Élite 1), 2013 (Poule 2), 2017 (Play Down) - Vice-champion (1) : 2006 Coupe Frantz-Reichel - Vainqueur (2) : 1996, 2011 - Finaliste (1) : 2012 Coupe Gaudermen - Finaliste (1) : 2005 |

### Finales du CA Brive
On accède à l'article qui traite d'une saison particulière en cliquant sur le score de la finale.
Coupe Intercontinentale
| Date            | Vainqueur      | Score   | Finaliste | Lieu                             | Spectateurs |
| --------------- | -------------- | ------- | --------- | -------------------------------- | ----------- |
| 24 février 1997 | Auckland Blues | 47 - 11 | CA Brive  | Parc municipal des sports, Brive |             |

Coupe d’Europe
| Date            | Vainqueur  | Score   | Finaliste        | Lieu                   | Spectateurs |
| --------------- | ---------- | ------- | ---------------- | ---------------------- | ----------- |
| 25 janvier 1997 | CA Brive   | 28 - 9  | Leicester Tigers | Arms Park, Cardiff     | 41 664      |
| 31 janvier 1998 | Bath Rugby | 19 - 18 | CA Brive         | Parc Lescure, Bordeaux | 36 500      |

Championnat de France de première division
| Date          | Vainqueur        | Score   | Finaliste | Lieu                    | Spectateurs |
| ------------- | ---------------- | ------- | --------- | ----------------------- | ----------- |
| 23 mai 1965   | SU Agen          | 15 - 8  | CA Brive  | Stade de Gerland, Lyon  | 28 758      |
| 21 mai 1972   | AS Béziers       | 9 - 0   | CA Brive  | Stade de Gerland, Lyon  | 31 161      |
| 18 mai 1975   | AS Béziers       | 13 - 12 | CA Brive  | Parc des Princes, Paris | 39 991      |
| 1er juin 1996 | Stade toulousain | 20 - 13 | CA Brive  | Parc des Princes, Paris | 48 162      |

Barrage d'accession au Top 14
| Date        | Vainqueur | Finaliste | Score       | Lieu                         | Spectateurs |
| ----------- | --------- | --------- | ----------- | ---------------------------- | ----------- |
| 2 juin 2019 | CA Brive  | 28- 22    | FC Grenoble | Stade Amédée-Domenech, Brive | 12 200      |

Championnat de France de deuxième division
| Date        | Vainqueur        | Score   | Finaliste           | Lieu                         | Spectateurs |
| ----------- | ---------------- | ------- | ------------------- | ---------------------------- | ----------- |
| 26 mai 1957 | CA Brive         | 20 - 5  | US Bellegarde-Coupy | Stade Louis-Darragon , Vichy |             |
| 26 mai 2019 | Aviron bayonnais | 21 - 19 | CA Brive            | Stade du Hameau, Pau         |             |

Phases finales de barrage pour déterminer le vice-champion de Pro D2 promu en Top 14
| Date        | Vainqueur | Score   | Finaliste       | Lieu                                  | Spectateurs |
| ----------- | --------- | ------- | --------------- | ------------------------------------- | ----------- |
| 19 mai 2013 | CA Brive  | 30 - 10 | Section paloise | Stade Jacques-Chaban-Delmas, Bordeaux |             |

Challenge Yves du Manoir
| Date            | Vainqueur   | Score   | Finaliste       | Lieu                           | Spectateurs |
| --------------- | ----------- | ------- | --------------- | ------------------------------ | ----------- |
| 1er juin 1963   | SU Agen     | 11 - 0  | CA Brive        | Parc des Princes, Paris        | 13 000      |
| 18 mai 1974     | RC Narbonne | 19 - 10 | CA Brive        | Stade Yves-du-Manoir, Colombes |             |
| 27 janvier 1996 | CA Brive    | 12 - 6  | Section paloise | Stade Charléty, Paris          |             |

Coupe de France
| Date          | Vainqueur          | Score   | Finaliste | Lieu                   | Spectateurs |
| ------------- | ------------------ | ------- | --------- | ---------------------- | ----------- |
| 1er juin 2000 | Biarritz olympique | 24 - 13 | CA Brive  | Parc Lescure, Bordeaux |             |

### Autres équipes

#### Espoirs
Le Championnat de France espoirs a été créé en 2003 et s'adresse aux joueurs de moins de 23 ans jusqu'à l'issue de la saison en cours.
- 2009 : Champion de France élite
- 2013 : Champion de France espoirs niveau 2

## Structures

### Le stade Amédée-Domenech

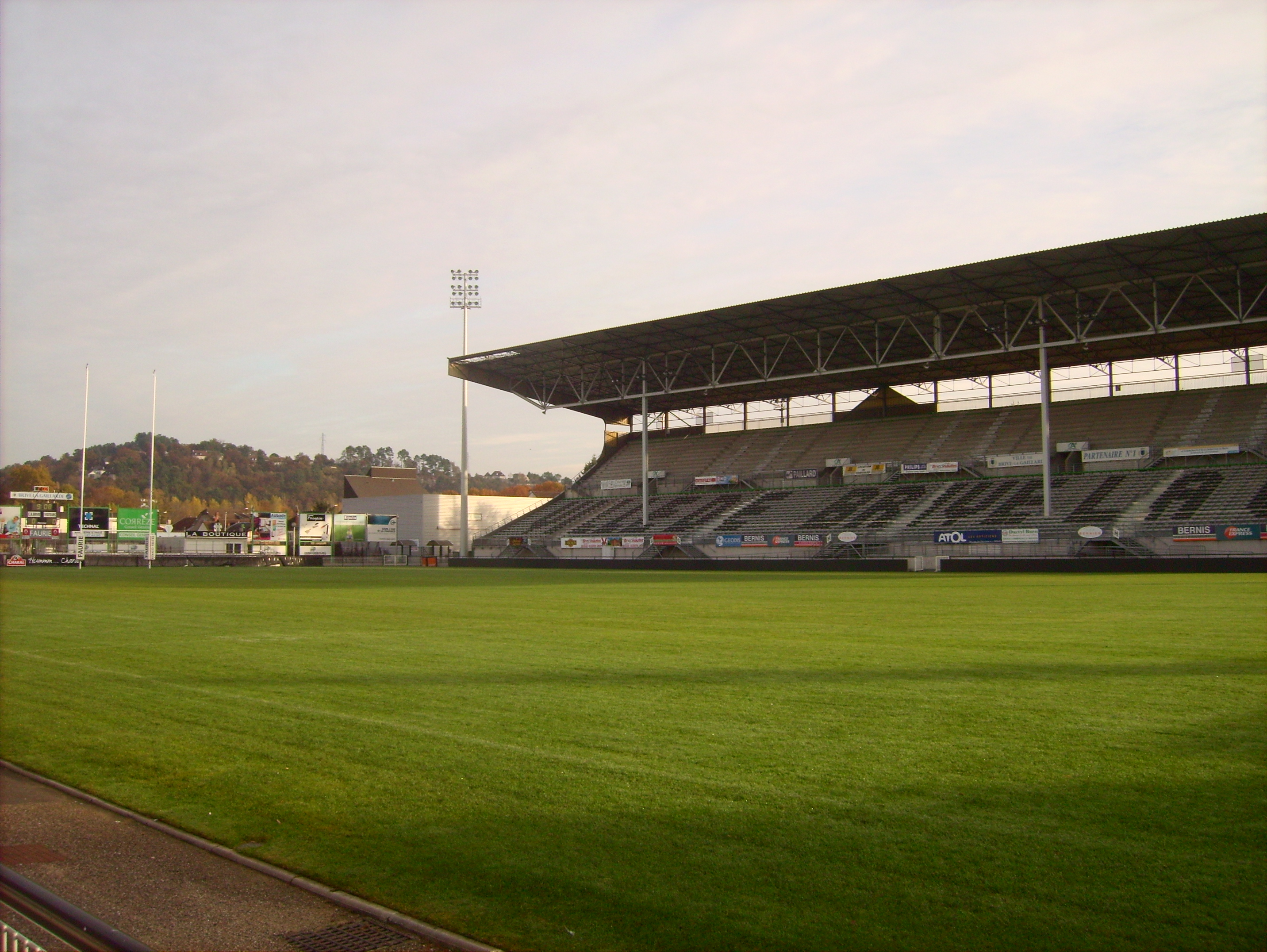
Stade Amédée-Domenech.

Le stade Amédée-Domenech est le stade du CA Brive. Doté de 13 979 places commercialisables les jours de match, ce dernier pourrait voir sa capacité grandir d'ici peu. L’ancien propriétaire du club Daniel Derichebourg avait fait de la rénovation du stade un de ses objectifs. Aujourd'hui, ce projet n'a que partiellement abouti via une petite tribune derrière les poteaux accueillant places assises et loges.

### Le centre de performance
Au cours de la saison 2020-2021, le CA Brive s'est doté d'un nouveau centre d'entraînement, appelé centre de performance et situé sous la tribune Élie-Pebeyre, qui comporte des vestiaires réservés à l'équipe première et destinés aux séances d'entraînement, une salle de musculation, des bureaux et salles de réunions ainsi qu'une salle de détente et un espace de restauration pour les joueurs. Ces nouvelles infrastructures s'ajoutent à la rénovation du terrain d'entraînement transformé en terrain synthétique dernier cri.

### Le centre de formation
Le bâtiment du centre de formation du CA Brive est situé à côté du stade Amédée-Domenech. Il est agréé par le Ministère de la Jeunesse et des Sports depuis 2002, et classé en catégorie 1 par la commission mixte FFR/LNR. Rattaché à la section professionnelle, il accueille 31 jeunes joueurs pour la saison 2022-2023 qui profitent de toutes les installations du club.
De nombreux joueurs professionnels sont passés par cette structure, et plus généralement ont été formés au CA Brive avant d'entamer une carrière remarquée dans le monde professionnel ou chez les seniors :
- Demba Bamba
- Alexandre Bias
- Boris Bouhraoua
- Terry Bouhraoua
- Damien Chouly
- Antonie Claassen
- Yves Donguy
- Thibault Dubarry
- Didier Faugeron
- Saia Fekitoa
- Sevenaia Galala
- Sofiane Guitoune
- Enzo Hervé
- Cédric Heymans
- Adam Jaulhac
- Vasil Kakovin
- Régis Lespinas
- Thomas Laranjeira
- Vasil Lobzhanidze
- Guillaume Namy
- Alexis Palisson
- Alain Penaud
- Damian Penaud
- Jonathan Pélissié
- Jefferson Poirot
- Fabien Sanconnie
- Scott Spedding
- Sébastien Vahaamahina
- Elvis Vermeulen
- Tani Vili
- Pierre Villepreux
- Dimitri Yachvili

Afin de préparer les jeunes joueurs pour leur après-carrière, il existe un Centre d'Excellence au sein du centre de formation. Celui-ci a le double objectif d'offrir aux stagiaires une réussite sportive ainsi qu'une réussite scolaire et professionnelle.

### Le CABCL Association et l'école de rugby
L'association du CABCL fut créée le 15 mars 1910.
L’école de rugby du CA Brive fut fondée en 1950. Elle fut impulsée par Elie Pebeyre, alors joueur et futur grand dirigeant du club. Longtemps, elle apporta un important contingent à l'équipe première. Le CABCL Association a pour objectif le développement et la promotion de la pratique du rugby, ainsi que le tissage entre tous ses membres de liens d’amitié et de solidarité. À ce titre, elle a aussi pour objet de participer à la SASP. L’Association est présidée par Bruno Marty. Elle a la responsabilité de l'école de rugby, ainsi que de l'organisation de la pratique du rugby pour l'ensemble des équipes amateurs du club. Le CABCL Association organise chaque été des stages destinés de rugby aux jeunes pratiquants ou non le rugby.
Les équipes féminines, Reichel-espoirs, Crabos, cadets Alamercery et cadets Gaurdemen ainsi que l'école de rugby sont rattachées au CABCL Association.

### Équipe féminine

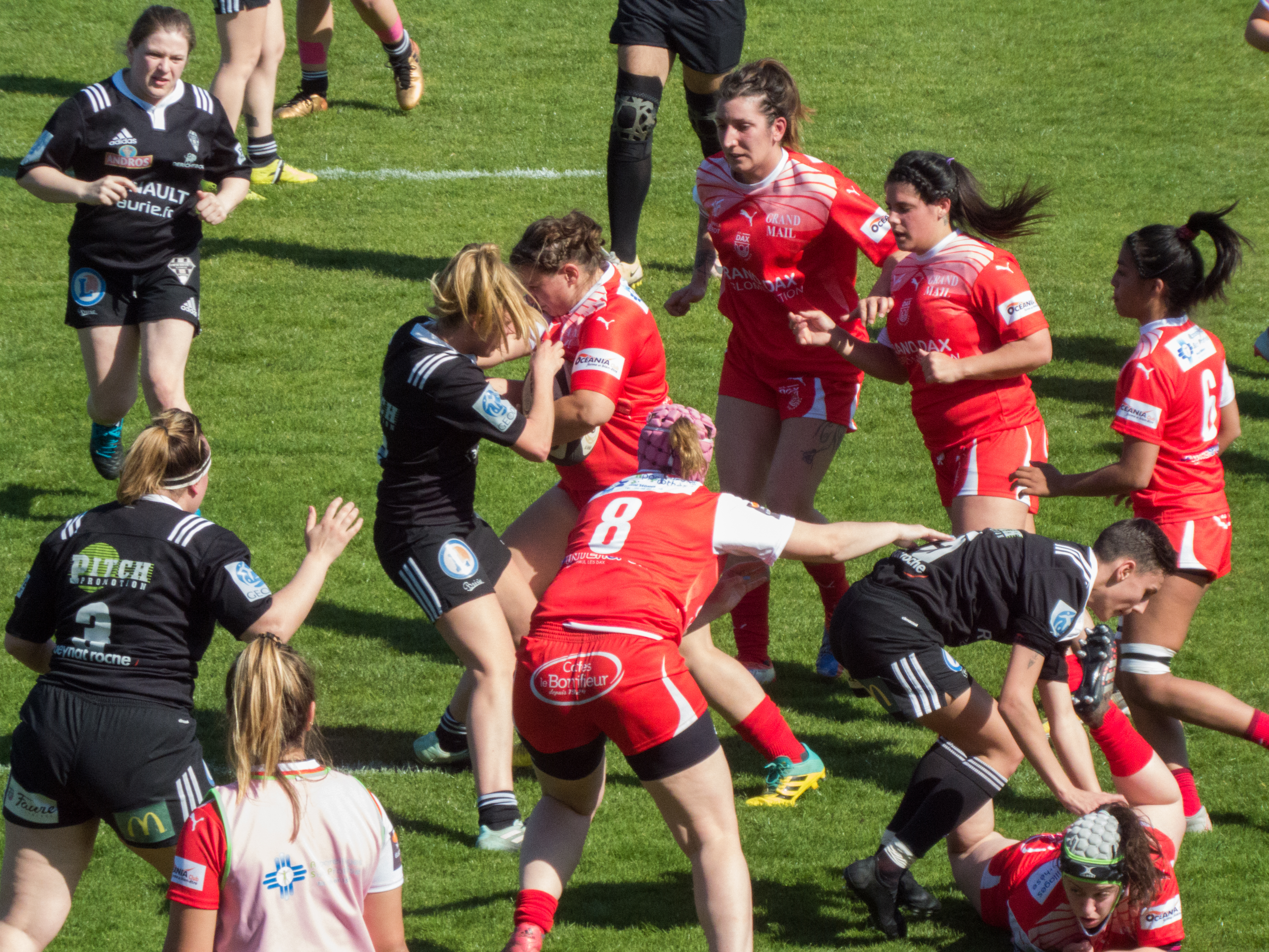
Rencontre de championnat de Fédérale 1 féminine entre l'US Dax et le CA Brive (en noir), en 3 2019.

Le CABCL Association a mis sur pied en 2012 une équipe féminine.
Pour leur deuxième saison, les joueuses de Brive sont successivement sacrées championnes du Secteur Sud-Ouest, championnes de France de Fédérale 3 Féminines et enfin championnes du Limousin.
La section féminine du CA Brive évolue en Élite 2 en 2023-2024.
Deux équipes des moins de 18 ans sont engagées en championnat de France à XV et en championnat régional à 10.

### Le Pôle d’Arbitrage
Le CABCL Association a créé en octobre 2010 son Pôle d’Arbitrage, sous l'impulsion de Bruno Bessot, de Daniel Gillet, Henry Léonat, avec le soutien d'André Corbin. Afin de s'assurer d'être en conformité avec la Charte fédérale de l'arbitrage, tous les clubs de Top 14 sont tenus d'avoir 6 arbitres dans leurs rangs. Ce pôle est dirigé par Benoît Robert. Allant dans le sens de la Direction nationale de l'arbitrage et de la volonté de développer la pratique dans le club, le CABCL a mis en place un Pôle Arbitrage. Ce dernier est chargé du suivi des arbitres dans le club, et de la mise en place d’une série d’actions favorisant le développement personnel, de la transmission de la règle auprès des équipes et éducateurs, et de la promotion de l’arbitrage en général.

### La boutique
Le CA Brive possède une boutique qui se situe dans le centre-ville de Brive-la-Gaillarde. Celle-ci déménage dans la rue de la République à l'été 2015. On y trouve de nombreux produits dérivés à l’effigie du club.

## Personnalités historiques du club

### Joueurs emblématiques[55]
- Horacio Agulla
- Éric Alabarbe
- Éric Alégret
- Lisandro Arbizu
- Roger Arcalis
- Patrice Auboiroux
- Christian Badin
- Pierre Balineau
- Noël Baudry
- Valerio Bernabo
- Claude Besson
- Pierre Besson
- Pierre Bessot
- Mike Blair
- Éric Blanc
- Sébastien Bonnet
- Laurent Bonventre
- Daniel Boulpiquante
- Laurent Burg
- Gérard Burguet
- Damian Browne
- Petru Bălan
- Philippe Carbonneau
- Alain Carminati
- Sébastien Carrat
- Didier Casadeï
- Serge Castiglioni
- Pierre Chadebech
- Antonie Claassen
- Ben Cohen
- Ronnie Cooke
- Jacques Coq
- Richard Crespy
- Jean-Pierre Dales
- Kevin Dalzell
- Barry Davies
- Christian Delage
- Jean-Pierre Delfour
- Frédéric Desnoyer
- Amédée Domenech
- Terry Fanolua
- Didier Faugeron
- Roger Fite
- Peter Fitzsimons
- Riki Flutey
- Scott Franklin
- Claude Freyssinet
- Jacques Genois
- Andy Goode
- Jean-Jacques Gourdy
- Alain Guettache
- Cédric Heymans
- Suka Hufanga
- Auguste Jarasse
- Jean-Luc Joinel
- Gregory Kacala
- Sisa Koyamaibole
- Thierry Labrousse[56]
- Julien Laharrague
- Christophe Lamaison
- Raphaël Lavaud
- Julien Le Devedec
- Poutasi Luafutu
- Marcel Lewin
- Hélios Ruiz
- Christophe Lucquiaud
- Gérard Magnac
- Olivier Magne
- Andrew Ma'ilei
- Yvan Manhes
- Alain Marot
- Daniel Marty
- Benito Masilevu
- Arnaud Méla
- Joël Merlaud
- Rodolphe Modin
- Vincent Moscato
- Jamie Noon
- Jean Normand
- Luciano Orquera
- Alexis Palisson
- Romuald Paillat
- Sébastien Paillat
- Serge Pasquier
- Élie Pebeyre
- Michel Pebeyre
- Alain Penaud
- Shaun Perry
- Lucas Pointud
- Alix Popham
- Jean Prin-Clary
- Jean-Pierre Puidebois
- Sotele Puleoto
- Marcel Puget
- Guillaume Ribes
- Jean-Claude Roques
- Grant Ross
- Jean-Claude Rossignol
- Laurent Seigne
- Goderdzi Shvelidze
- Thomas Smith
- Jean-Marie Soubira
- John Tait
- Steve Thompson
- Petrisor Toderasc
- Gregor Townsend
- Laurent Travers
- Loïc Van der Linden
- David Venditti
- Ryno Van Der Merwe
- Elvis Vermeulen
- Sébastien Viars
- Pierre Villepreux
- Gerhard Vosloo
- Dominiko Waqaniburotu
- John Welborn
- Michel Yachvili

### Records du club

#### Matchs joués
| Rang | Joueur                | Poste(s)        | Période                | Total de matches disputés | Championnat de France | Coupes nationales | Coupe d’Europe | Challenge Européen |
| 1    | Jean-Claude Roques    | Ouvreur         | 1959-1977              | 373                       | 247                   | 89                | -              | -                  |
| 2    | Loïc Van Der Linden   | 3e ligne aile   | 1986-2000              | 356                       | 259                   | 72                | 12             | 11                 |
| 3    | Jean-Baptiste Péjoine | Demi de mêlée   | 2001-présent           | 353                       | 294                   | 11                | 6              | 42                 |
| 4    | Éric Alégret          | 2e ligne        | 1984-2001              | 349                       | 262                   | 67                | 14             | 3                  |
| 5    | Alain Penaud          | Ouvreur         | 1987-1998 et 2001-2005 | 334                       | 263                   | 43                | 16             | 11                 |
| 6    | Didier Faugeron       | Arrière, ailier | 1982-1996              | 323                       | 255                   | 68                | -              | -                  |
| 7    | Éric Alabarbe         | Pilier          | 1981-1996              | 319                       | 259                   | 60                | -              | -                  |
| 8    | Richard Crespy        | Pilier          | 1988-2001              | 311                       | 221                   | 58                | 14             | 17                 |
| 9    | Rodolphe Modin        | Demi de mêlée   | 1978-1990              | 286                       | 220                   | 66                | -              | -                  |
| 10   | Jacques Genois        | 2e ligne        | 1971-1984              | 284                       | 223                   | 61                | -              | -                  |
| 11   | Jean-Luc Joinel       | 3e ligne        | 1973-1988              | 279                       | 218                   | 61                | -              | -                  |
| 12   | Jean-Pierre Dales     | Pilier          | 1970-1983              | 277                       | 216                   | 61                | -              | -                  |
| 13   | Saïd Hireche          | 3e ligne        | 2012-                  | 235                       | -                     | -                 | -              | -                  |
| 14   | Simon Azoulai         | 3e ligne        | 2003-2013              | 232                       | 185                   | 6                 | 3              | 38                 |

#### Essais marqués
| Rang | Joueur                | Poste(s)        | Nombre d’essais (en Championnat) |
| 1    | Jean-Pierre Puidebois | Ailier          | 115                              |
| 2    | Pierre Besson         | Ailier          | 99                               |
| 3    | Didier Faugeron       | Arrière, ailier | 93                               |
| 4    | Rodolphe Modin        | Demi de mêlée   | 59                               |
| 5    | Christophe Deschamps  | Ailier          | 53                               |
| 6    | Gérard Burguet        | 3e ligne aile   | 52                               |
| 7    | Alain Penaud          | Ouvreur         | 44                               |
| 8    | Laurent Desnoyer      | Ailier          | 43                               |
| 9    | Michel Yachvili       | 3e ligne aile   | 41                               |
| 10   | Amédée Domenech       | Pilier          | 36                               |

#### Points buteur inscrits
| Rang | Joueur              | Nombre de points (en Championnat) |
| 1    | Jean-François Thiot | 1796                              |
| 2    | Gaëtan Germain      | 1211                              |
| 3    | Sébastien Viars     | 1056                              |
| 4    | Valentin Courrent   | 1044                              |
| 5    | Christophe Lamaison | 693                               |

### Présidents (section rugby)
À sa fondation, le CAB naît de la fusion de deux clubs rivaux, le Football Club Briviste et le Stade Gaillard, respectivement présidés par le docteur Pierre Fournial et par l’avoué Pierre Lachaud. Il est décidé que Pierre Fournial devienne le tout premier président du club. Un an plus tard, pour des raisons professionnelles, il laissera son fauteuil au second nommé, qui l’occupera jusqu’à la Première Guerre mondiale, puis à deux autres reprises, dans les années 1920.
À la fin des années 1930, la scission qui agite le rugby français entre partisans du rugby à XIII et partisans du rugby à XV secoue aussi le CA Brive, qui a alors deux présidents : Louis Cordelier pour le XIII et Marcel Labaudinière pour le XV. Après la réunification, Cordelier et Labaudinière se partageront la fonction.
Après-guerre, Pierre Marcou fera venir Jean Prin-Clary et amènera le club à sa première demi-finale de Championnat, en 1949.
Après des années 1950 difficiles, marquées par une succession de présidents ainsi qu’un passage en deuxième division, le docteur Jean Dupuy est nommé président en 1958. Ce trentenaire va parvenir à redresser sportivement le club, avec le concours d’Élie Pebeyre, ex-gloire du club. Cet ancien ailier international lui succède à la présidence en 1966 et y restera jusqu’en 1982. Entre-temps, le CAB est devenu un club omnisports, dont Pebeyre devient le premier président en 1974, laissant la présidence du rugby à l’industriel Jacques Deshors. Les présidences Dupuy et Pebeyre coïncident avec l’âge d’or du club : trois finales de Championnat et deux de Challenge Yves du Manoir sont disputées entre 1958 et 1982, toutes perdues.
En 1995, à l’orée de l’ère professionnelle, Patrick Sébastien devient Président du club. L’homme de télévision va offrir à Brive ses heures les plus glorieuses, avec un Challenge du Manoir (actuellement le seul grand trophée national de l’histoire du club) en 1996, une finale de Championnat la même année et surtout un titre de champion d’Europe en 1997, symbole de la réussite sportive des années Sébastien. Le club est même tout près de récidiver en 1998, mais échoue en finale. La suite des événements se révèlera néanmoins plus délicate, et aboutira au départ avec perte et fracas de cette forte personnalité.
En 2000, Jean-Claude Penauille se retrouve à la tête du club, après avoir épongé de près du double un déficit d’environ 4,5 millions de francs (près de 700 000 euros) dans lequel se trouvait le club. Il ne peut empêcher la rétrogradation sportive en 2001.
En 2007, alors que le club connaît de graves difficultés sportives, Patrick Sébastien revient au club qu’il ramène en deux saisons en Coupe d’Europe. Mais en octobre 2009, à la suite de nouvelles difficultés sportives et extra-sportives, il démissionne.
De juillet 2009 à novembre 2016, le poste de président du CA Brive Corrèze Limousin est occupé par Jean-Jacques Bertrand. Le club connaît des hauts et des bas sous sa présidence : une rétrogradation en 2012 malgré une demi-finale de Challenge européen disputée quasiment au même moment, puis une remontée en Top 14 l’année suivante.
En novembre 2016, Jean-Jacques Bertrand laisse la présidence du CA Brive à son vice-président Simon Gillham. Bertrand reste vice-président et le représentant du CAB auprès des instances de la Ligue. L'équipe connait à nouveau des remous avec un aller-retour en Pro D2.
Le 1er juillet 2024, Thierry Blandinières succède à Simon Gillham à la présidence du club. Eduard Coetzee est nommé directeur général à la place de Xavier Ric.

## Effectif actuel
| Nom                          | Naissance         | Nationalité sportive | International     | Dernier club             | Arrivée au club |
| Talonneurs                   | Talonneurs        | Talonneurs           | Talonneurs        | Talonneurs               | Talonneurs      |
| ---------------------------- | ----------------- | -------------------- | ----------------- | ------------------------ | --------------- |
| Benjamin Boudou              | 7 juin 2002       | France               | -                 | ASM Clermont             | 2023            |
| Lucas Da Silva               | 19 décembre 1997  | France               | -                 | Stade français Paris     | 2022            |
| Issam Hamel                  | 18 juin 1997      | Algérie              |                   | USON Nevers              | 2023            |
| Adrien Pélissié              | 7 août 1990       | France               |                   | ASM Clermont             | 2023            |
| Piliers                      |                   |                      |                   |                          |                 |
| Vakhtang Abdaladze           | 6 février 1996    | Géorgie              |                   | Leinster                 | 2023            |
| Daniel Brennan               | 23 septembre 1998 | France               | -                 | Montpellier HR           | 2020            |
| Simon-Pierre Chauvac         | 23 mars 1998      | France               | -                 | Section paloise          | 2024            |
| Francisco Coria Marchetti    | 7 octobre 2000    | Argentine            |                   | Formé au club            | 2020            |
| Nathan Fraissenon            | 20 juillet 2002   | France               | -                 | Formé au club            | 2021            |
| Henzo Kiteau                 | 11 novembre 2001  | France               | -                 | ASM Clermont             | 2023            |
| Omar Odishvili               | 7 février 1997    | Géorgie              | -                 | Soyaux Angoulême XV      | 2024            |
| Wesley Tapueluelu            | 3 décembre 1999   | Tonga                | -                 | Formé au club            | 2019            |
| Marcel van der Merwe         | 24 octobre 1990   | Afrique du Sud       |                   | London Irish             | 2022            |
| Deuxièmes lignes             |                   |                      |                   |                          |                 |
| Julien Delannoy              | 15 juin 1995      | France               | -                 | Section paloise          | 2022            |
| Courtney Lawes               | 23 février 1989   | Angleterre           |                   | Northampton Saints       | 2024            |
| Konstantin Mikautadze        | 1er juillet 1991  | Géorgie              |                   | Aviron bayonnais         | 2020            |
| Tevita Ratuva                | 8 mai 1995        | Fidji                |                   | Scarlets                 | 2021            |
| Sitaleki Timani              | 19 septembre 1986 | Australie            |                   | Stade français Paris     | 2023            |
| Asier Usarraga               | 31 décembre 1994  | Espagne              |                   | Castres olympique        | 2023            |
| Renger van Eerten            | 2 août 1999       | États-Unis           |                   | Formé au club            | 2020            |
| Troisièmes lignes            |                   |                      |                   |                          |                 |
| Sasha Gue                    | 19 juin 2000      | France               | -                 | Formé au club            | 2021            |
| Max Lestro                   | 8 juin 2002       | Fidji                | -                 | Formé au club            | 2024            |
| Retief Marais                | 20 juillet 1995   | Afrique du Sud       | -                 | Sharks                   | 2017            |
| Samuel Maximin               | 30 avril 2001     | France               | -                 | Rouen NR                 | 2024            |
| Ross Moriarty                | 18 avril 1994     | Pays de Galles       |                   | Dragons RFC              | 2024            |
| Taniela Sadrugu (en)         | 25 juillet 1998   | Fidji                | -                 | North Queensland Cowboys | 2024            |
| Matthieu Voisin              | 16 mai 1996       | France               | -                 | Racing 92                | 2018            |
| Rahboni Warren-Vosayaco (en) | 28 septembre 1995 | Australie            | -                 | Western Force            | 2023            |
| Demis de mêlée               |                   |                      |                   |                          |                 |
| Léo Carbonneau               | 7 octobre 2004    | France               | -                 | Formé au club            | 2022            |
| Maxime Sidobre               | 25 octobre 1998   | France               | -                 | Formé au club            | 2024            |
| Demis d'ouverture            |                   |                      |                   |                          |                 |
| Curwin Bosch                 | 25 juin 1997      | Afrique du Sud       |                   | Sharks                   | 2023            |
| Stuart Olding                | 11 mars 1993      | Irlande              | Drapeau : Irlande | Ulster Rugby             | 2018            |
| Tom Raffy                    | 26 juillet 2004   | France               | -                 | Formé au club            | 2022            |
| Hugo Verdu                   | 28 juillet 1994   | Algérie              |                   | RC Massy                 | 2024            |
| Centres                      |                   |                      |                   |                          |                 |
| Guillaume Galletier          | 7 mars 1997       | France               | -                 | Montpellier HR           | 2019            |
| Sam Johnson                  | 19 juin 1993      | Écosse               |                   | Glasgow Warriors         | 2023            |
| Paul Pimienta                | 12 septembre 1995 | France               | -                 | Colomiers Rugby          | 2024            |
| Georges Shvelidze            | 26 octobre 2003   | Géorgie              |                   | Formé au club            | 2023            |
| Ailiers                      |                   |                      |                   |                          |                 |
| Maxence Biasotto             | 8 juillet 2004    | France               | -                 | Formé au club            | 2022            |
| Erwan Dridi                  | 4 juillet 2000    | France               | -                 | FC Grenoble              | 2024            |
| Benjamin Lefranc             | 26 décembre 2003  | France               | -                 | Formé au club            | 2023            |
| Tevita Railevu               | 5 mars 1997       | Fidji                | -                 | SU Agen                  | 2024            |
| Timilai Rokoduru             | 21 janvier 1993   | Fidji                | -                 | SU Agen                  | 2024            |
| Asaeli Tuivuaka              | 22 décembre 1995  | Fidji                | -                 | Racing 92                | 2023            |
| Arrières                     |                   |                      |                   |                          |                 |
| Mathis Ferté                 | 2 février 2004    | France               | -                 | Formé au club            | 2022            |
| Nic Krone                    | 22 mars 2003      | Afrique du Sud       | -                 | Formé au club            | 2022            |
| Thomas Laranjeira            | 5 mai 1992        | France               | -                 | Formé au club            | 2012            |
| Thomas Zénon                 | 4 mars 1999       | France               | -                 | USON Nevers              | 2024            |

## Aspects juridiques et économiques

### Organigramme
| Conseil de surveillance | Directoire |
| --- | --- |
| - Président du conseil de surveillance - Simon Gillham - Vice-président du conseil de surveillance - Thierry Blandinières - Membres - Oliver Ash - Jean-Jacques Bertrand - Brigitte Closs-Gonthier - Daniel Derichebourg - Marc Faurie - Julie Gayet - Frédéric Gervoson - Ben Griffiths - François Laroze - Ian Osborne - Alain Parot - Hervé Philippe - Arnaud Plas - Association du CA Brive | - Président du directoire - Jacky Lintignat - Directeur général - Xavier Ric - Membres - Dominique Antoni - Jean-Luc Joinel |

Au mois de juin 2011, le club se dote d'un conseil d'administration. Celui-ci est dirigé par le président Simon Gillham. Cet ancien responsable du groupe des partenaires nationaux (appelé Premium Club), est assisté de six vice-présidents : Jean-Jacques Bertrand, Christian Terrassoux, Jacky Lintignat, Jean-Pierre Bourliataud, Jean-Luc Joinel et Yves Ponthier. Xavier Ric, cadre d'Andros et arrivé au club en 2018, est quant à lui le directeur général délégué. Il dirige le personnel administratif du club, qui comptait 9 salariés en 2012.
En octobre 2022, lors de l'assemblée générale du club, une réorganisation du système de direction a lieu. Après un vote à l'unanimité ayant entériné le nouveau mode de gouvernance, un conseil de surveillance ainsi qu'un directoire sont créés.
Simon Gillham, jusque-là président du club, devient alors président du conseil de surveillance, et est désormais épaulé par son vice-président Thierry Blandinières, directeur général de l'union de coopératives agricoles InVivo. Siègent également à ce conseil l'ancien président Jean-Jacques Bertrand, les entrepreneurs britanniques Oliver Ash et Ben Griffiths, l'actrice Julie Gayet, supportrice du club et épouse de François Hollande, ainsi que les hommes d'affaires Ian Osborne, qui possède 32,5 % des parts du club, et Arnaud Plas. Les autres membres sont des représentants des principaux sponsors du club : Daniel Derichebourg, le président d'Andros Frédéric Gervoson, la cadre de Silab Brigitte Closs-Gonthier, les concessionnaires Marc Faurie et Alain Parot tout comme François Laroze et Hervé Philippe, membres du directoire de Vivendi, qui possède 16 % de la SASP. L'association du CA Brive, représentant les équipes de jeunes et féminines, a aussi un siège.
Le directoire quant à lui est présidé par Jacky Lintignat, ex-directeur général de KPMG. Le directeur général Xavier Ric ainsi que Dominique Antoni et Jean-Luc Joinel en font partie.

### Évolution du budget
Le budget du CA Brive a connu une augmentation spectaculaire depuis le passage au professionnalisme. En 2007, l'arrivée du groupe Derichebourg et le retour à la présidence du club de Patrick Sébastien entraîna une nette augmentation des moyens financiers. En 2012, sous l'impulsion de Frédéric Gervoson (président du groupe agro-industriel Andros) et de Simon Gillham, le Premium Club vit le jour. Celui-ci rassemble une vingtaine de chefs d'entreprise, hauts responsables économiques et financiers. Ce groupe apporte au club 4 millions d'euros.
Pour la saison 2015-2016, les poids du sponsoring privé, des droits TV et des collectivités sont importants dans le budget du CABCL car ils représentent respectivement 48 %, 26 % et 10 % du budget du club. Les entrées billetterie, quant à elles, participent au budget à hauteur de 11 %, le restant étant comblé par les ventes additionnelles.

### Différents statuts et partenariats
Le club vit le jour le 15 mars 1910, mais ne fut déclaré à la sous-préfecture de Brive que le 16 octobre 1912. Durant une très longue période, le CA Brive a été constitué en une association loi de 1901. Son statut changea avec le professionnalisme. Ainsi, en avril 1998, fut créée la société anonyme à objet sportif (SAOS) CABC, qui devint une société anonyme sportive professionnelle (SASP) en juin 2001. Celle-ci est gérée par la société Brive rugby SAS. La SASP est liée par le biais d'une convention à l'association loi de 1901, le « CABCL Association ». Cette structure regroupe le centre de formation ainsi que toutes les équipes représentant le club, jeunes et féminines. Le CABCL Association est présidé depuis 2013 par José Lopez.
Le club a plusieurs partenaires institutionnels. En 1992, c'est à la suite d'un premier partenariat signé avec le Conseil général de la Corrèze, que le club changea de nom pour devenir le CA Brive Corrèze (CABC)[réf. nécessaire]. En 1995, la Chambre de commerce et d'industrie de la Corrèze devint à son tour partenaire du club. Fin 2001, la Communauté d'agglomération de Brive vit le jour et s'engagea rapidement aux côtés du CA Brive. La dernière entité institutionnelle à s'être associée au club fut la Région Limousin le 3 septembre 2005. Depuis cette date, celui-ci a pour nom le CA Brive Corrèze Limousin[réf. nécessaire].

### Partenaires, équipementiers et sponsors

#### Partenaires principaux
Les partenaires les plus importants du club et faisant partie du Premium Club sont:
- Vivendi
- Andros
- Derichebourg
- Silab
- Allianz
- Suez
- InVivo
- Loxam
- Stags
- E.Leclerc
- EDF
- Renault
- Transdev

#### Partenaires institutionnels
Les partenaires institutionnels du club sont:
- Région Nouvelle-Aquitaine
- Conseil départemental de la Corrèze
- Mairie de Brive
- Agglo de Brive

#### Équipementiers
Le club a connu de nombreux équipementiers dans son histoire. Parmi eux, Kappa fut l'équipementier officiel jusqu'en 2010. À cette date, Otago prit le relais. Le choix de cette société répondait à la volonté d'ancrage régional du club voulue par le président Bertrand. Otago fut en effet fondée en 2007 par un Briviste, Gérard Bothier, qui devint en 2011 vice-président du club. À partir du début de la saison 2015-2016 du Top 14, le CABCL sera équipé par Adidas pour une durée de 5 ans.

#### Sponsors
Jean-Claude Penauille, dirigeant de la société du même nom, en devient le Président. En 2006, sa société est rachetée par le groupe Derichebourg. Ce dernier procède à deux augmentations de capital, avant de vendre ses parts en juillet 2009.
Dès 2010, le directeur général Simon Gilham impulse une politique visant à renforcer l'ancrage régional du club. Le groupe Andros, possédant une usine près de Brive, à Biars-sur-Cère s'engage auprès du club. Durant la saison 2010-2011, KPMG, un cabinet spécialisé dans l'expertise comptable, s'engage aux côtés du club.
Au début de 2013, le groupe Love2recycle.fr rejoint le Premium club national des partenaires du club.
Vivendi est un des principaux actionnaires du club et son premier sponsor.
Le 29 août 2022, une augmentation de capital permet à l'investisseur Ian Osborne de devenir le premier actionnaire du club.

## Soutien et image

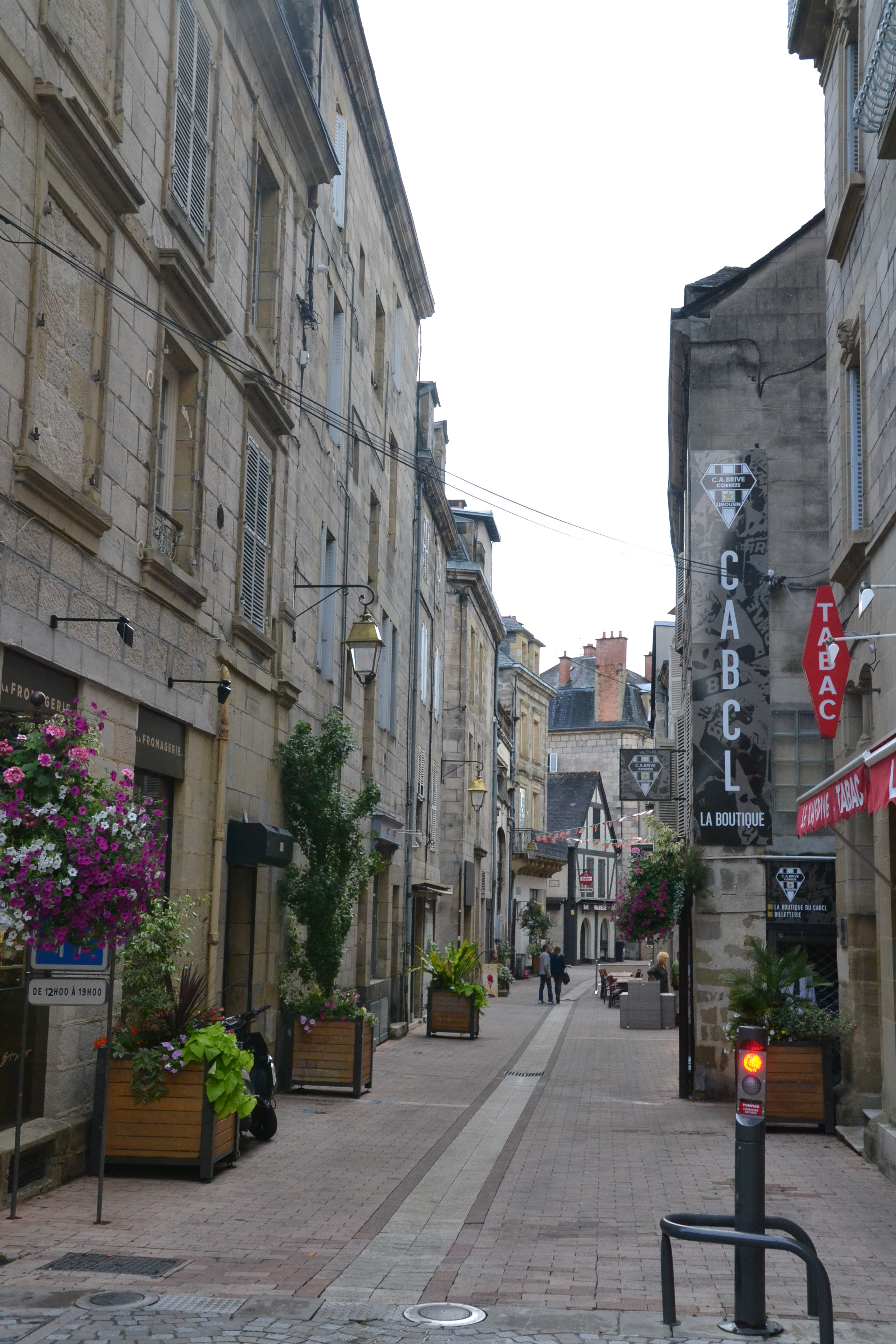
Boutique du club dans le centre-ville de Brive.

### Supporters
Un seul groupe officiel de supporters du CA Brive existe : l'amicale des 100 % Coujous. Deux autres groupes ont existé par le passé, les Gaillards du CABCL et le Kop Cabiste. Il y a, en France et également à l'étranger, de nombreux supporters indépendants. Brive est une des équipes françaises de rugby les plus supportées dans l'Hexagone.
Le public briviste a la réputation d'être exigeant avec son équipe. Cette exigence est similaire à celle des Français avec l'équipe nationale de football. Une des raisons de cette exigence est que le club n'est jamais parvenu à gagner le Bouclier de Brennus, malgré le fait que de grands joueurs (Amédée Domenech, Jean-Luc Joinel, Olivier Magne, Alain Penaud, Christophe Lamaison) aient joué sous ses couleurs. Les supporters du CABCL sont en revanche très fidèles à leur équipe. Les affluences enregistrées ces dernières saisons au stade Amédée-Domenech, qu'une grande majorité des supporters nomment toujours le Stadium, sont relativement corrects pour une ville comme Brive-la-Gaillarde, devenue, de par sa population, l'une des plus petites de l'élite du rugby français.
Malgré deux relégations en Pro D2 durant la décennie 2010, la fidélité au club resta intacte chez le peuple coujou. Le club se classa parmi les meilleures affluences du Championnat de deuxième division. Lors des finales d'accession (en 2013 puis en 2019), on nota la présence de très nombreux supporters brivistes bien sûr, mais aussi venus de toute la France pour d'autres pousser leurs favoris vers la victoire. C'était là l'occasion de rappeler que le lien entre le club et ses supporters dépasse très largement les limites d'une ville ou d'un territoire.
Lors de la saison 2011-2012, le feuilleton du rapprochement entre le CAB et l'USA Limoges illustra parfaitement le lien particulier entre les Brivistes et le club. Le projet, initié par le président Jean-Jacques Bertrand, visait à fusionner les deux clubs pour former une franchise régionale, chose inédite en France. Spontanément, ce projet rencontra une large et farouche opposition des supporters. Alors que les partisans du projet taxaient leurs adversaires de sectarisme, les opposants (largement majoritaires) organisèrent une mobilisation jamais vue auparavant, montrant ainsi l'attachement viscéral de toute une ville à son maillot. De nombreux amoureux du club, à l'image de Patrick Sébastien, déclarèrent préférer voir leur club jouer sous sa forme initiale en Pro D2, plutôt que de voir une franchise régionale "brivisto-limougeaude" évoluer dans l'élite. La mobilisation sans faille de ces derniers fut payante, le président Bertrand retirera son projet un mois plus tard.

### Rivalités

#### Rivalités locales et régionales
Le CA Brive a développé, au fil des saisons et des compétitions, des rivalités locales importantes.
Par la distance, son premier rival fut le SC Tulle. Le duel entre les deux clubs reflète la rivalité historique des villes qui les abrite. Ce sont les deux plus importantes de la Corrèze, elles sont distantes de 28 kilomètres seulement. Tulle détient la puissance administrative, avec la préfecture, alors que Brive-la-Gaillarde est le poumon économique et démographique du département, avec un carrefour ferroviaire et autoroutier, ainsi que la présence non loin de la ville d'un aéroport international depuis 2010. De plus, la présence de la Foire du Livre chaque année dans la cité gaillarde lui confère une puissance culturelle importante. Les derbies ont toujours été virulents, ils avaient une saveur particulière car ils se sont toujours déroulés dans un contexte de rugby amateur. Le plus épique d'entre eux fut le dernier, un quart de finale de Championnat de France 1980 qui suscita un enthousiasme inédit dans les deux cités. Depuis, le professionnalisme s'est mis en place, entraînant le SC Tulle dans une régression qui le conduisit jusqu'en Fédérale 3, la cinquième division nationale, alors que les Brivistes connaissaient la gloire nationale et européenne dans les années 1990, puis participaient régulièrement à l'élite du rugby français. À partir de 2008, de nombreux joueurs professionnels du CAB en fin de carrière (Charl van Rensburg, Jérôme Bonvoisin, Cédric Leite, Fabien Domingo et plus récemment l'international anglais Jamie Noon, Simon Azoulai) signèrent au SC Tulle pour lui redonner ses lettres de noblesse. C'est ainsi que le Sporting se hissa en Fédérale 2 en 2010, puis en Fédérale 1 en 2013.
Le CA Brive eut également avec son voisin limougeaud de USA Limoges des relations houleuses. Dès son fondation, le club de la capitale du Limousin (alors appelé la SAU Limoges) fut le principal rival des Coujoux dans la lutte pour le titre régional. Jusque dans les années 1930, où les Cabistes prirent finalement l’ascendant sur les précédents, ces derbys donnaient leu à des parties passablement heurtées. Les deux clubs se recroisèrent beaucoup moins après-guerre. Si la rivalité était toujours présente, celle-ci s’était atténuée avec le temps, pour disparaître avec l’arrivée du professionnalisme.
Les Brivistes ont aussi des relations particulières avec un autre voisin, le Stade aurillacois. C’est contre ce club auvergnat que le CA Brive a remporté la toute première victoire de son histoire, en avril 1910 lors d’un match amical. Par la suite, les deux clubs, distants de 100 kilomètres, se sont rencontrés assez régulièrement, ces dernières années surtout en matches amicaux de pré-saison,. Les confrontations sont plutôt à l’avantage des Cabistes. Contrairement au SC Tulle et à l’USA Limoges, Aurillac a su négocier le virage du professionnalisme, et participe régulièrement à la Pro D2 depuis 2001, date de sa dernière saison dans l’élite. Lors de ses passages par la deuxième division, Brive a eu l’occasion de rencontrer son voisin cantalien, avec notamment une demi-finale d’accession en Top 14 en 2013.

#### Rivalité avec l’ASM Clermont
Au niveau régional, c’est toutefois avec l’ASM Clermont Auvergne que le CA Brive entretient la plus intense rivalité. Ce grand classique du Championnat de France met aux prises les clubs phare de deux régions, le Limousin pour Brive, l’Auvergne pour Clermont. La notion de derby vient du fait que ces deux régions, limitrophes l’une de l’autre, sont assez proches culturellement. Sur le plan sportif, ce sont les Clermontois qui possèdent le meilleur bilan au vu des confrontations.

#### Autres rivalités nationales
Un des adversaires maudits du CA Brive a longtemps été l’AS Béziers. Dans les années 1970, les joutes entre Biterrois et Brivistes rythmaient les phases finales de Championnat, et tournaient presque toujours à l’avantage des premiers cités. Le CAB perdit ainsi deux finales de Championnat face au club de l’Hérault, sa ‘bête noire’. Si les deux clubs perdirent en standing avec le temps, l’affiche n’en demeurait pas moins un clasico pour eux. En 2005 eut lieu le dernier Brive-Béziers officiel dans l’élite. Les deux clubs ne se rencontrèrent de manière officielle que durant la saison 2012-2013, après que les coujoux furent rétrogradés en Pro D2. La première journée opposa justement les deux clubs au Stade de la Méditerranée.
Comme quasiment tous les clubs phares du rugby français, Brive eut toujours affaire au Stade toulousain dans ses tentatives d’être champion de France. Brive parvint plusieurs fois à éliminer les Toulousains en Championnat, mais jamais dans son dernier carré. Deux demi-finales virent la victoire de Toulouse. En 1996, Brive retourna en finale, face aux Stadistes, alors doubles tenants du titre. À nouveau, Brive s’inclina. En 1997, les Cabistes succédèrent aux Toulousains au palmarès de la Coupe d’Europe en battant Leicester. Lors de l’édition suivante, les deux champions d’Europe se retrouvèrent en demi-finale et ne parvinrent pas à se départager après prolongations. Brive se qualifia au bénéfice des essais inscrits. En 2007, un ‘’’match des Légendes’’’, réunit les joueurs des deux clubs pour célébrer l’anniversaire de cette rencontre épique. Il est à noter que ces rencontres, lorsqu’elles se déroulent Brive, sont celles qui remplissent le mieux le stade Amédée-Domenech.

### Médias
Le club a une radio officielle, France Bleu Limousin, qui retransmet tous ses matches de Championnat, de même que la radio locale Radio Vallée Vézère. L'actualité du club est relatée dans les journaux locaux La Montagne et Le Populaire du Centre. France Bleu Limousin propose même une émission en partenariat avec La Montagne, Bleu-blanc-noir, diffusée tous les lundis soir, avec deux personnalités du club invitées, . En 2012, la volonté d'ancrage régional voulue par les dirigeants du club a poussé l'hebdomadaire La Vie Corrézienne à consacrer une rubrique dédiée au club, intitulée XV Actu.